# Stelling van Amsterdam

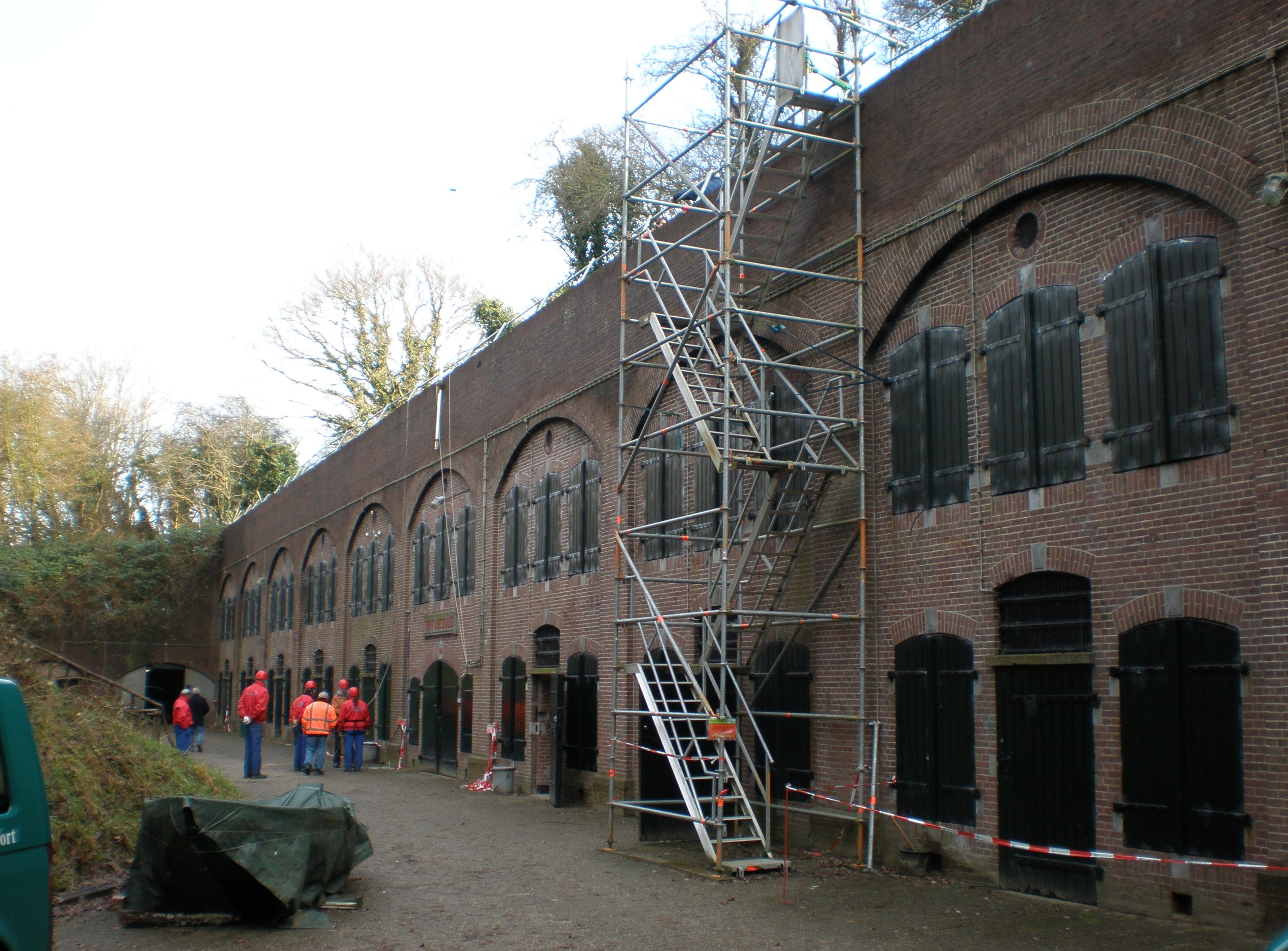
Fort bij Abcoude, het eerste fort van de Stelling en nog gemaakt van baksteen.

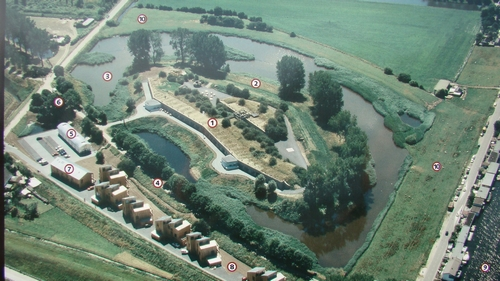
Fort bij Vijfhuizen (model A) Betekenis nummers: 1. Hoofdgebouw met twee keelkazematten en frontgebouw; 2. Frontwal; 3. Gracht; 5. Metalen genieloods, 10. Ringvaart

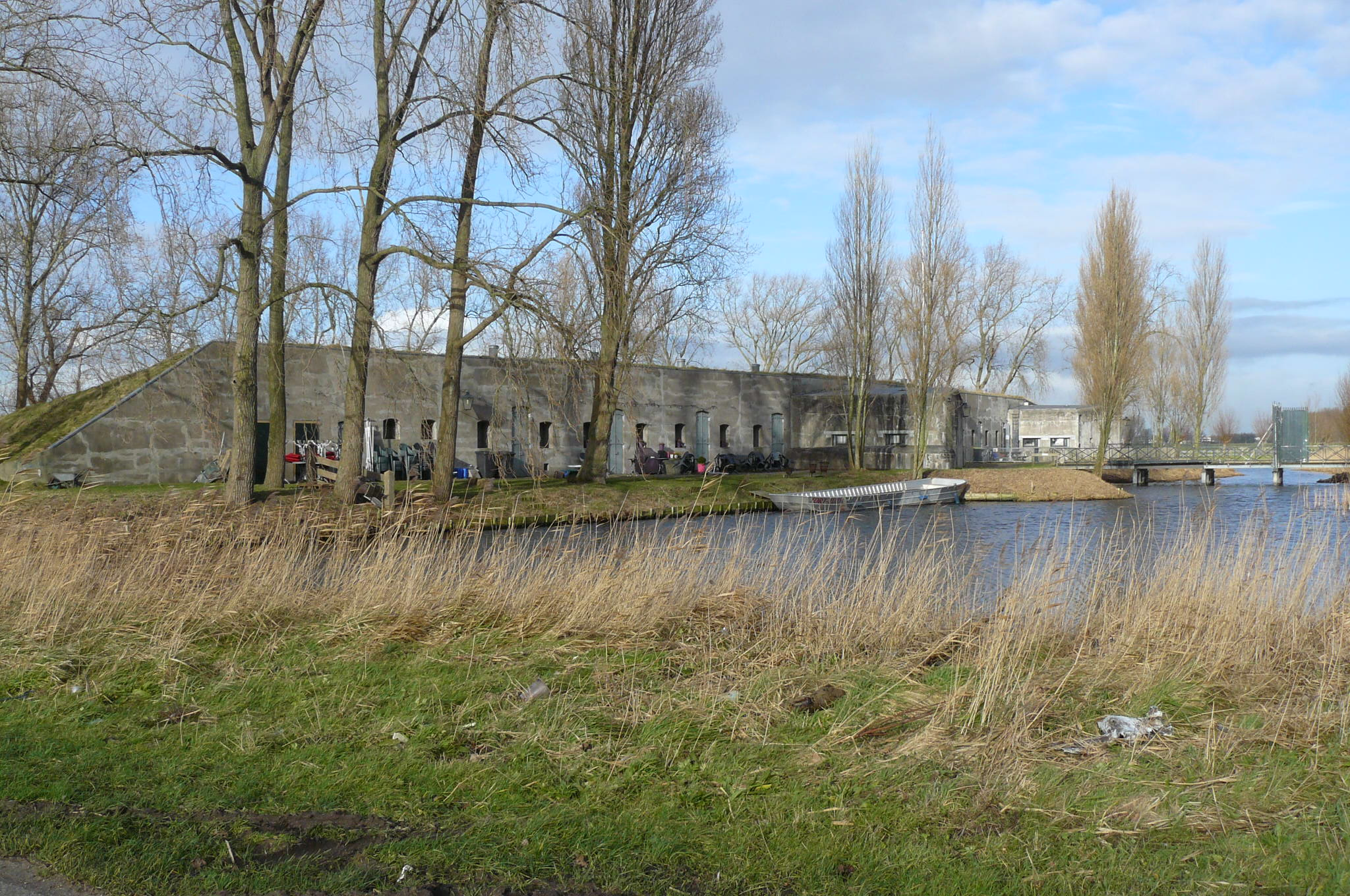
Keelzijde van Fort bezuiden Spaarndam met beide keelkazematten, een deel van de gracht en de brug

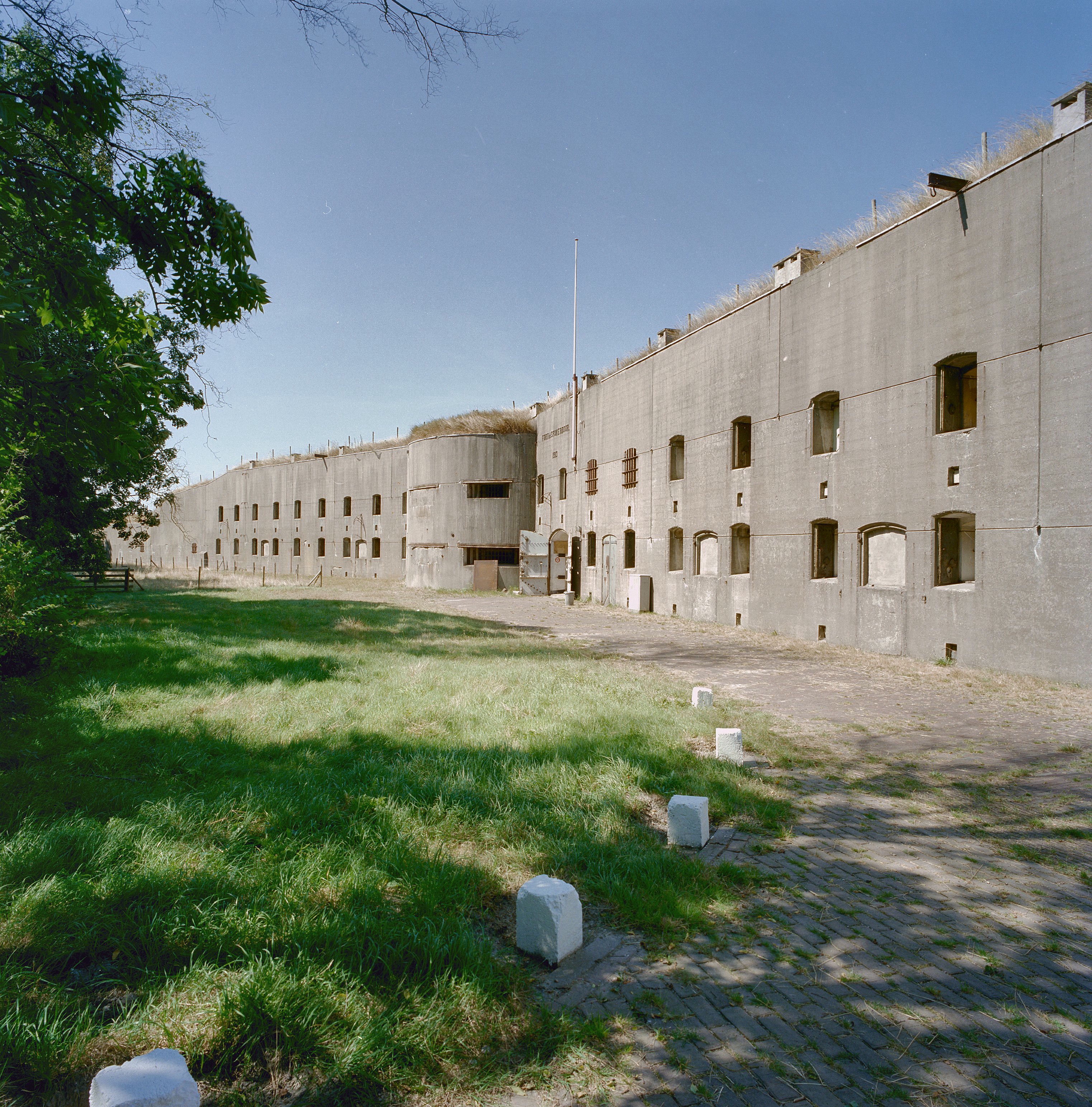
Fort bij Spijkerboor, keelzijde hoofdgebouw.

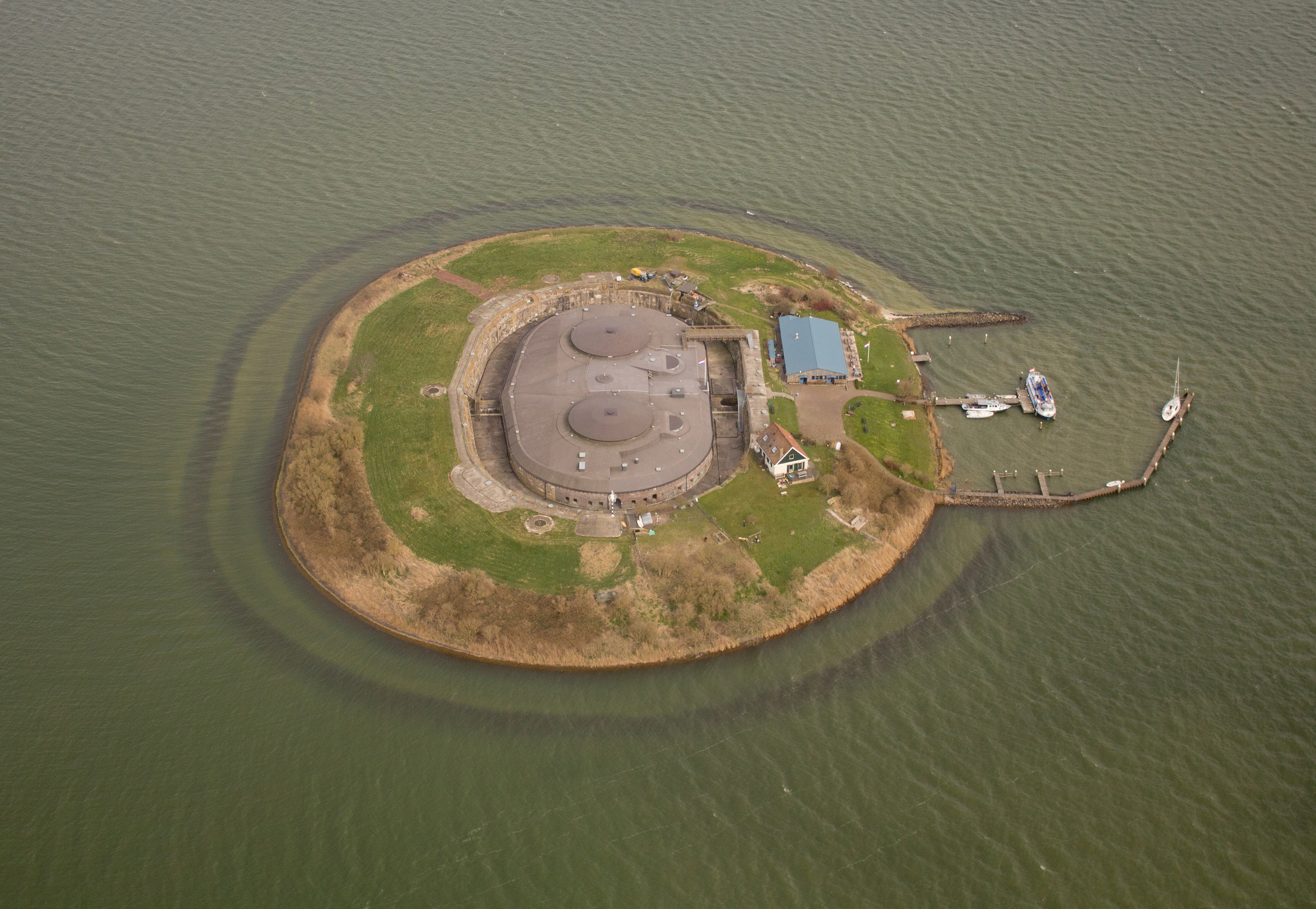
Fort aan het Pampus vanuit de lucht gezien; 2013.

De Stelling van Amsterdam was een verdedigingslinie, gelegen op 15 tot 20 kilometer rond het centrum van de Nederlandse stad Amsterdam. De Stelling is 135 kilometer lang, bevat 45 forten en is aangelegd van 1880 tot 1920.
Op 26 september 1995 werd de Stelling van Amsterdam samen met de Nieuwe Hollandse Waterlinie bij UNESCO aangemeld voor plaatsing op de Werelderfgoedlijst waar zij in in haar geheel op werd geplaatst in 1996. In 2021 werd de Nieuwe Hollandse Waterlinie toegevoegd aan het reeds bestaande werelderfgoed. Beide componenten staan sindsdien op de lijst onder de naam Nederlandse waterverdedigingslinie.

## Functie
Primair was de Stelling van Amsterdam een waterlinie. In geval van vijandelijkheden zouden grote delen van het gebied rond Amsterdam onder water worden gezet. De vijand zou dan niet kunnen oprukken. Amsterdam zou fungeren als nationaal reduit, als het laatste bastion van Nederland. De aanleg van de Stelling van Amsterdam werd geregeld in de Vestingwet van 1874.
De forten werden gesitueerd op plaatsen waar de waterlinie wordt doorkruist door dijken, wegen of spoorlijnen. Plaatsen waar het water diep genoeg was voor boten waren kwetsbaar, doordat de oprukkende vijand op die plaatsen niet door het water zou worden tegengehouden, zodat hij ook op deze plekken onder vuur genomen moest kunnen worden. In het militaire jargon stonden deze wegen etc. bekend als accessen.

## Voorbereiding
Rondom Amsterdam bevonden zich sinds 1805 de posten van Krayenhoff, een reeks van aarden en stenen forten. Door de wapenontwikkeling bleken deze veelal niet ver genoeg van Amsterdam te liggen. In 1880 lag het traject voor een nieuwe stelling vast en legde men de laatste hand aan het ontwerp van de forten. Het ontwerp was een verbeterde versie van het gebastioneerde stelsel van de Nieuwe Hollandse Waterlinie. De verdedigingslinie bestond uit drie onderdelen, de inundatiegebieden van het voorliggend terrein, de militaire forten en de reduit Amsterdam.

## Nationaal reduit
Het gebied binnen de fortengordel was een nationaal reduit. Bij een oprukkende vijand zou het veldleger zich hierbinnen terugtrekken en met de aanwezige burgerbevolking stand houden tot hulp vanuit het buitenland Nederland zou bevrijden. Bij een vijandig beleg moest binnen de stelling voldoende voedsel, water, brandstof en militair materieel voorhanden zijn om het zes maanden vol te houden.
Delen van de Haarlemmermeer en Beemster kwamen binnen de stelling te liggen om in de behoefte van weide- en landbouwgrond te voorzien. Er kwamen steenkooldepots en pakhuizen voor voedsel en graan zoals de graansilo Korthals Altes. Bij het Fort aan de Nieuwe Meer werd voldoende grondwater aangetroffen. Tussen 1901 en 1905 werd hier de Militaire Drinkwatervoorziening ingericht om het water op te pompen en te zuiveren.
Het Hemveld, langs het Noordzeekanaal, bood voldoende ruimte voor de Artillerie-Inrichtingen en er lagen twee kruitfabrieken binnen de stelling, De Oude Molen in Ouderkerk aan de Amstel en De Krijgsman in Muiden.
Door de opkomst van de luchtvaart werden er bovendien twee vliegkampen opgezet, Vliegkamp Schiphol en Marinevliegkamp Schellingwoude.

## Inundatiegebieden

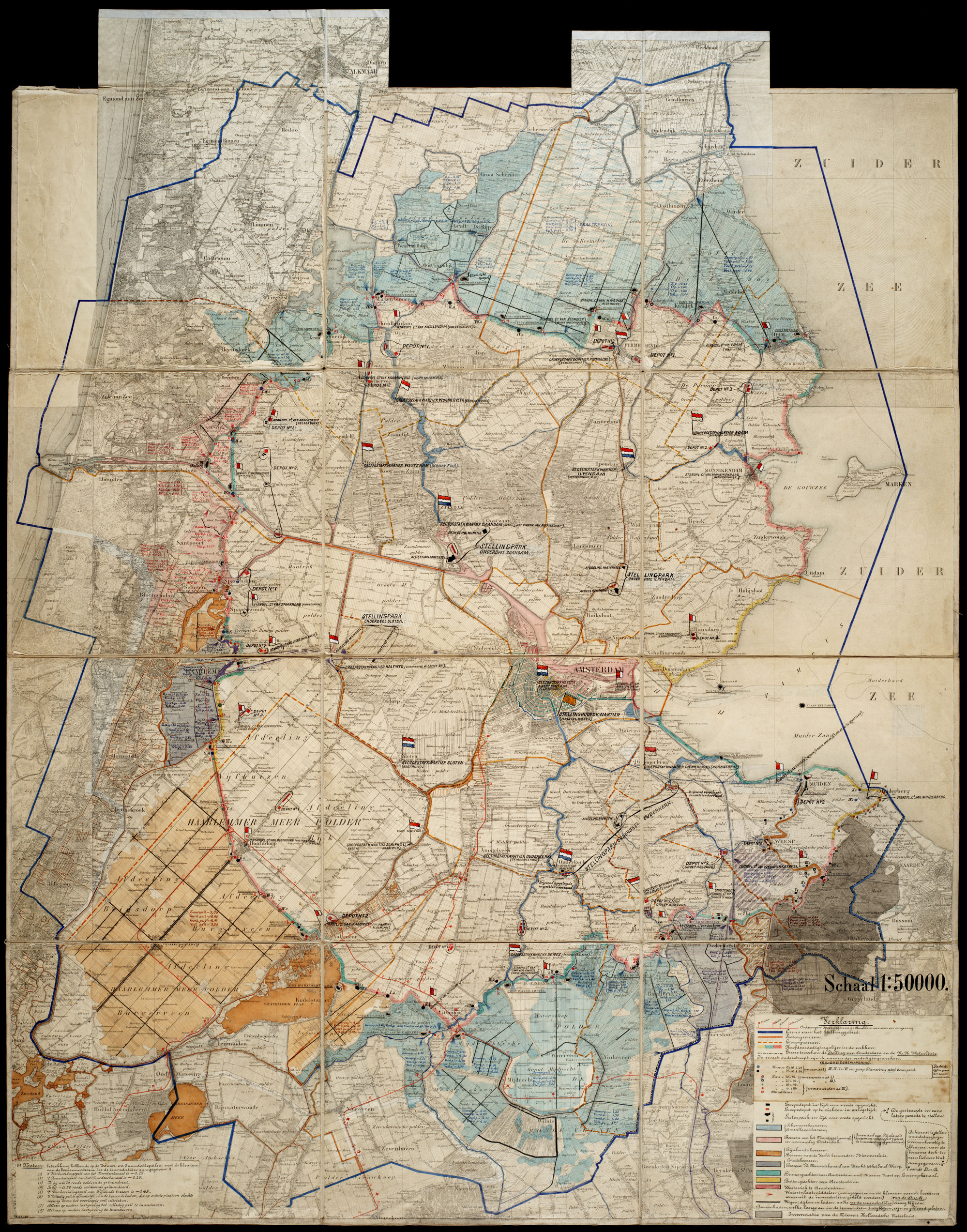
Inundatiekaart uit 1914

Nederland had al veel ervaring opgedaan met inundaties met de Oude en Nieuwe Hollandse Waterlinies. Bij het noord- en zuidfront was dit gemakkelijk te realiseren. Door gedurende drie dagen de bemaling en de uitwatering te staken stond hier voldoende water op het land en was de inundatie voltooid. Bij de overige fronten waren extra maatregelen nodig om water vanuit de Zuiderzee, onder andere bij Muiden, naar binnen te laten stromen. Verder waren er hoogteverschillen tussen de gebieden die onder water kwamen te staan. Hier werden extra sluizen aangelegd om te voorkomen dat het water in dieper gelegen gebieden, zoals polders, te hoog kwam te staan en het water in de hoger gelegen polders te laag. Andere polders waren te groot waardoor het te lang zou duren om het gewenste waterpeil te bereiken. De Geniedijk Haarlemmermeer verdeelde de Haarlemmermeer in een zuidelijk en noordelijk deel. Het zuiden werd onder water gezet en het noordelijk deel bleef droog en lag binnen de stelling. Op de accessen, hoger gelegen terreinen als een dijk, kade, spoorweg of autoweg, kwamen de forten te liggen.

## Forten
In 1883 was men eindelijk zover om met de bouw van het eerste object, het Fort bij Abcoude, te beginnen. Dit fort bestond uit aardwerken, waarin zeven bomvrije ruimten waren aangebracht en dat werd omringd met een gracht. Het fort bleek bij oplevering al achterhaald door de technologische ontwikkelingen. De komst van de brisantgranaat maakte het noodzakelijk om de forten uit beton, in plaats van metselwerk te vervaardigen. Daarmee was nog weinig ervaring opgedaan in Nederland. Er werden eerst uitgebreide proeven gedaan waarbij betonconstructies werden beschoten met het zwaarste geschut. In 1897 werd de aanleg van de forten herstart.
Veel van de forten werden gebouwd in polders op veengrond. Voor een goede fundering moest dit worden weggegraven en vervangen door zand. De nieuw opgeworpen zandlichamen moesten eerst meerdere jaren inklinken alvorens de forten zelf gebouwd konden worden. Deze ervaring had men opgedaan bij de bouw van Fort Bijlmer in 1868, waarbij de bomvrije kazerne van de fundering in de fortgracht was gegleden na het aanbrengen van zware aarden gronddekking op het dak.
De forten van de Stelling zijn gebouwd volgens een standaardmodel. Voor een fort werd eerst het aardwerk aangelegd. De grond, meestal veen, werd eerst afgegraven. In de plaats hiervan kwam zand dat boven het maaiveld uitstak. Het gewicht deed de grond gedurende enkele jaren inklinken en zo werd een stevige basis verkregen voor de gebouwen. Voor de bouw van een fort werden zo'n 1900 heipalen in de grond geslagen. De muren aan de frontzijde zijn gemaakt van 1,5 meter dik beton en de binnenmuren en de muren aan de keelzijde zijn 1 meter dik. De ruimten in de forten zijn gewelfd. Bij de zijmuren is de hoogte 2,0 meter en in het midden is de hoogte 2,75 meter. De gebouwen zijn zo'n 4,6 meter hoog waardoor het dak een maximale dikte heeft van bijna 2 meter. Het dak is niet egaal vlak, het loopt af naar de voormuur en hier zijn waterafvoeren.
Om de vijand de toegang tot het fort moeilijker te maken zijn de forten omringd door een slotgracht. Aan de keelzijde is een wegneembare brug die het fort met de rest van het land verbindt.
Het bomvrije fortgebouw zelf bestaat uit een langgerekt betonnen hoofdgebouw met verblijven voor de manschappen, twee keelkazematten en in de frontwal twee geschutskoepels (zogenaamde hefkoepels). In het bomvrije gebouw zijn slaapverblijven, een keuken, een kantine, twee waslokalen, een ziekenverblijf en een telegraafruimte.

### Manschappen
De forten telden een bezetting van ongeveer 300 man. In ieder slaapvertrek sliepen 24 tot 36 man, op strozakken in stapelbedden. Aan de muren en plafonds hingen houten planken aan beugels. In de muur aan de keelzijde zijn er per ruimte een deur, twee ramen en twee luchtroosters. De grote opening is 1 meter breed en 2,75 meter hoog en is afgesloten met een houten deur, al dan niet met glas, en bovenlicht. Aan beide zijden van de deur zijn openslaande ramen van 85 cm hoog en 65 cm breed. In oorlogstijden werden deze openingen afgesloten met ijzeren platen.

### Hygiëne
Op het gebied van de persoonlijke hygiëne waren de forten goed uitgerust. In het fort wordt het regenwater opgevangen in druipkokers en via een afvoerleiding naar een van de twee waterreservoirs onder de vloer geleid. De grootste drinkwaterkelder ligt in de meeste gevallen onder de vloer van de poterne. De bemanning van het fort had hiermee voldoende water om een lange periode van bezetting vol te houden. In en om het fort zijn op diverse plaatsen pompen geïnstalleerd om het water uit de reservoirs te halen. Er is een overloop om het overtollige water van de reservoirs naar de gracht af te voeren.
De forten hadden ook de mogelijkheid grondwater op te pompen. Nadeel was dat dit water veel ijzer bevatte, dat eerst verwijderd moest worden met een ontijzeringsinstallatie. De installatie was een grote bak waar het water van boven in stroomde. Door het contact met de zuurstof oxideerde het ijzer tot het onoplosbare ijzeroxide. Het water met ijzeroxide werd vervolgens gefilterd in een bak met zand en daarna opgevangen in waterbakken. De installatie haalde het meeste ijzer eruit, maar niet alles. Voor het bereiden van eten en dranken werd bij voorkeur regenwater gebruikt, maar voor andere taken, als wassen, spoelen en schoonmaken, was het ontijzerde grondwater geschikt.
In de hoofdgebouwen zijn wasruimten voorzien van waterpompen en waterbakken voor de manschappen. Binnen en buiten het fort zijn op diverse plaatsen privaten voor soldaten. Voor de (onder)officieren waren in het gebouw aparte privaten. Voor de verlichting werden aanvankelijk petroleumlampen gebruikt, waarvoor nissen in de muren waren uitgespaard, maar latere forten kregen ook elektriciteit.

### Ventilatie
In de draaibare platen voor de ramen en deuren zitten schietgaten met een diameter van 10 cm. Onder de ramen zitten luchtroosters. Aan de buitenzijde hangen ijzeren platen voor de roosters die in normale omstandigheden voldoende lucht doorlaten voor de ventilatie. In geval het fort wordt beschoten en granaten dichtbij inslaan, worden de platen aan de buitenzijde door de overdruk van een explosie naar binnen gedrukt. Hiermee wordt de luchttoevoer geblokkeerd en dit voorkomt dat de overdruk als gevolg van de explosie het fort binnendringt. Is de buitendruk weer normaal, dan vallen de kleppen open en herstart de ventilatie. In het dak van de ruimten zitten ook gaten voor de luchtcirculatie. Op het dak staan schoorstenen van zo'n 50 cm hoog. Het dak werd ook afgedekt met zand tot de rand van de schoorsteen.

### Poternes
De poterne verbond het hoofdgebouw met het frontgebouw. Het was ook de grootste ruimte in het fort en werd gebruikt als appelplaats. Hier zijn ook twee grote buitendeuren die toegang gaven tot het terreplein en de hefkoepelgebouwen. Aan de voorzijde van de gebouwen werd een aarddekking van enkele meters dik aangebracht als extra bescherming tegen vijandelijke granaten.

### Bijgebouwen
Elk fort had verder een genieloods aan de keelzijde net buiten de gracht. Deze loods werd gebruikt voor de opslag van de inventaris in vredestijd. Hier werden ook de vuurmonden opgeslagen die in de tussenbatterijen werden opgesteld. De meeste loodsen waren van hout met een pannen dak. In oorlogstijd konden ze in brand worden gestoken om een vrij schootsveld te krijgen. Vijf genieloodsen zijn gemaakt van stalen golfplaten, onder andere bij het Fort bij Vijfhuizen.
Tot slot was er een fortwachterswoning bij elk fort. Hier woonde een beambte die het fort bewaakte en het noodzakelijke onderhoud verrichtte. Dit waren vaak de eerste gebouwen die werden geplaatst en de bouw van het fort werd van hieruit begeleid.

### Type A
De eerste forten van model A zijn gemaakt van ongewapend beton en werden gebouwd in de periode tot 1907. Dit type fort bestaat uit een langgerekt hoofdgebouw. Hierin zijn de lokalen voor de bemanning, de keuken en opslagruimten ondergebracht. Elke ruimte heeft aan de keelzijde een ingang. Naast de ingangen zijn kleine vensters geplaatst. Al deze openingen waren voorzien van stalen deuren met daarin schietgaten. Aan beide uiteinden van het langgerekte hoofdgebouw zijn keelkazematten gebouwd. Deze zijn verbonden met het hoofdgebouw, maar liggen hierachter om de kans op een vijandelijk treffer te minimaliseren. In de keelkazematten zat een deel van de bewapening voor groot flankementvuur en voor de eigen nabijverdediging. In het middel van het hoofdgebouw zijn twee grote deuren die toegang geven tot de poterne. De poterne verbindt het hoofdgebouw met het kleinere voorgebouw. Verder diende de poterne als appelplaats voor de infanterie. In het voorgebouw is een observatiekoepel geïnstalleerd. Voor het hoofdgebouw en links en rechts van het voorgebouw liggen twee kleinere gebouwen met een snelvuurkanon in een hefkoepel. Alle gebouwen zijn bedekt met aarde en zand om de uitwerking van een vijandelijke treffer te beperken.

### Type B
Na 1908 kwam model B in gebruik. In hoofdlijnen bleef de indeling gelijk maar de gebouwen met de hefkoepels zijn verbonden met het hoofdgebouw. Dit had als belangrijk voordeel dat de bemanning niet meer ongedekt naar de hefkoepels hoefde te rennen en ook de aanvoer van munitie veiliger werd.

### Type C
De laatste twee forten van de stelling, Fort aan de Middenweg en Fort aan de Jisperweg, gebouwd tussen 1912 en 1914, zijn gemaakt volgens Model C. Deze kregen geen voorgebouw, maar hier lag een hefkoepel met snelvuurkanon.

### Afwijkende typen
Enkele forten van de stelling wijken af van het standaardmodel om rekening te houden met de plaatselijke omstandigheden. Voor het Fort bij Hoofddorp was het beschikbare terrein te klein en kreeg het hoofdgebouw twee verdiepingen. Fort bij Spijkerboor telt ook twee verdiepingen vanwege de hoogte van de te verdedigen dijk. Het Fort bij Velsen kreeg een extra bewapening van drie 15-centimeterkanonnen in pantserkoepels en Spijkerboor heeft twee 10,5-centimetersnelvuurkanonnen in een pantserkoepel.
Verder zijn de kustforten, Fort bij IJmuiden en Fort aan het Pampus, uniek en niet in een van de drie modellen onder te brengen.

## Bewapening

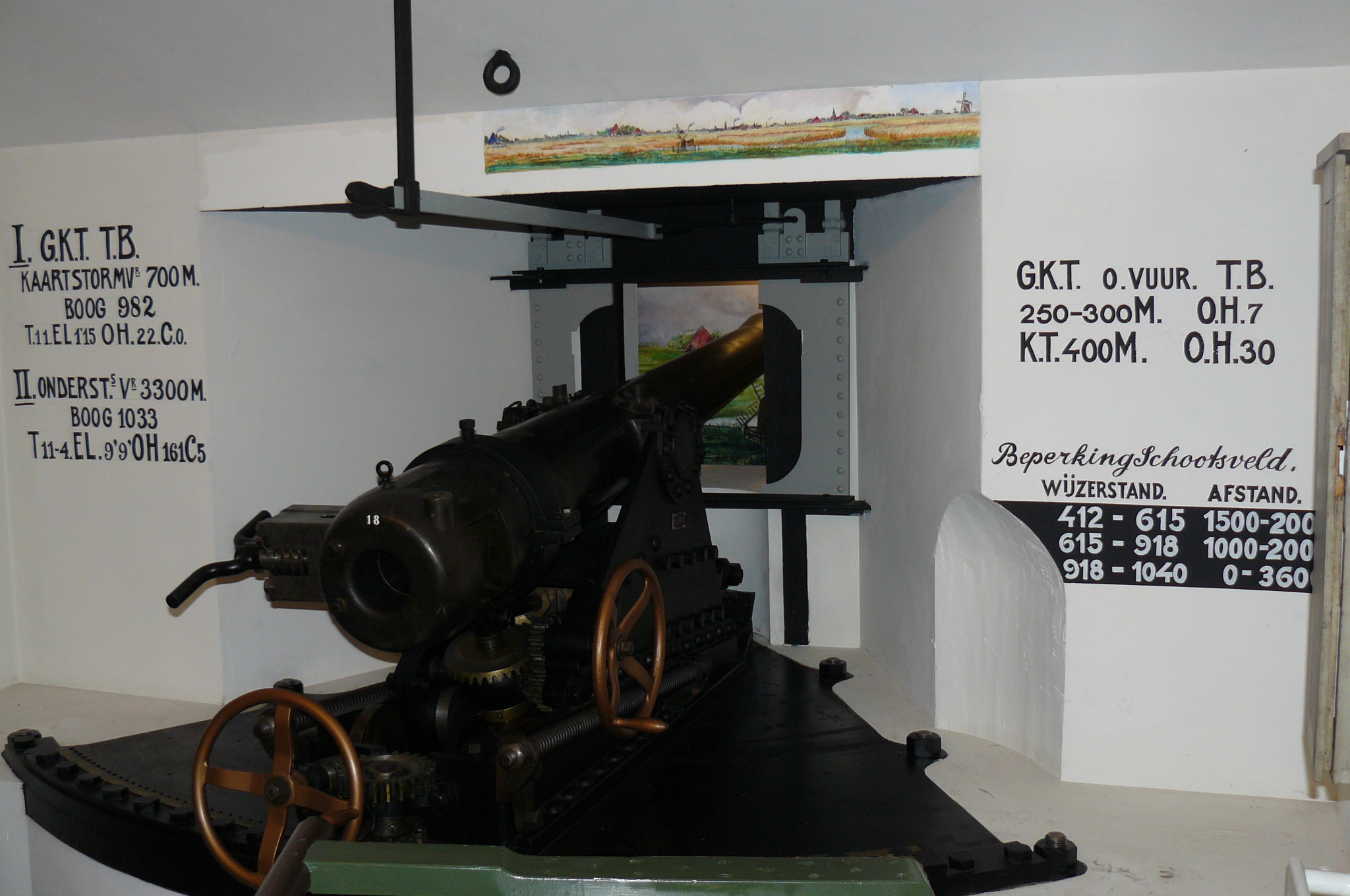
Replica 10 cm brons snelvuurkanon voor groot flankementsvuur Fort bij Krommeniedijk

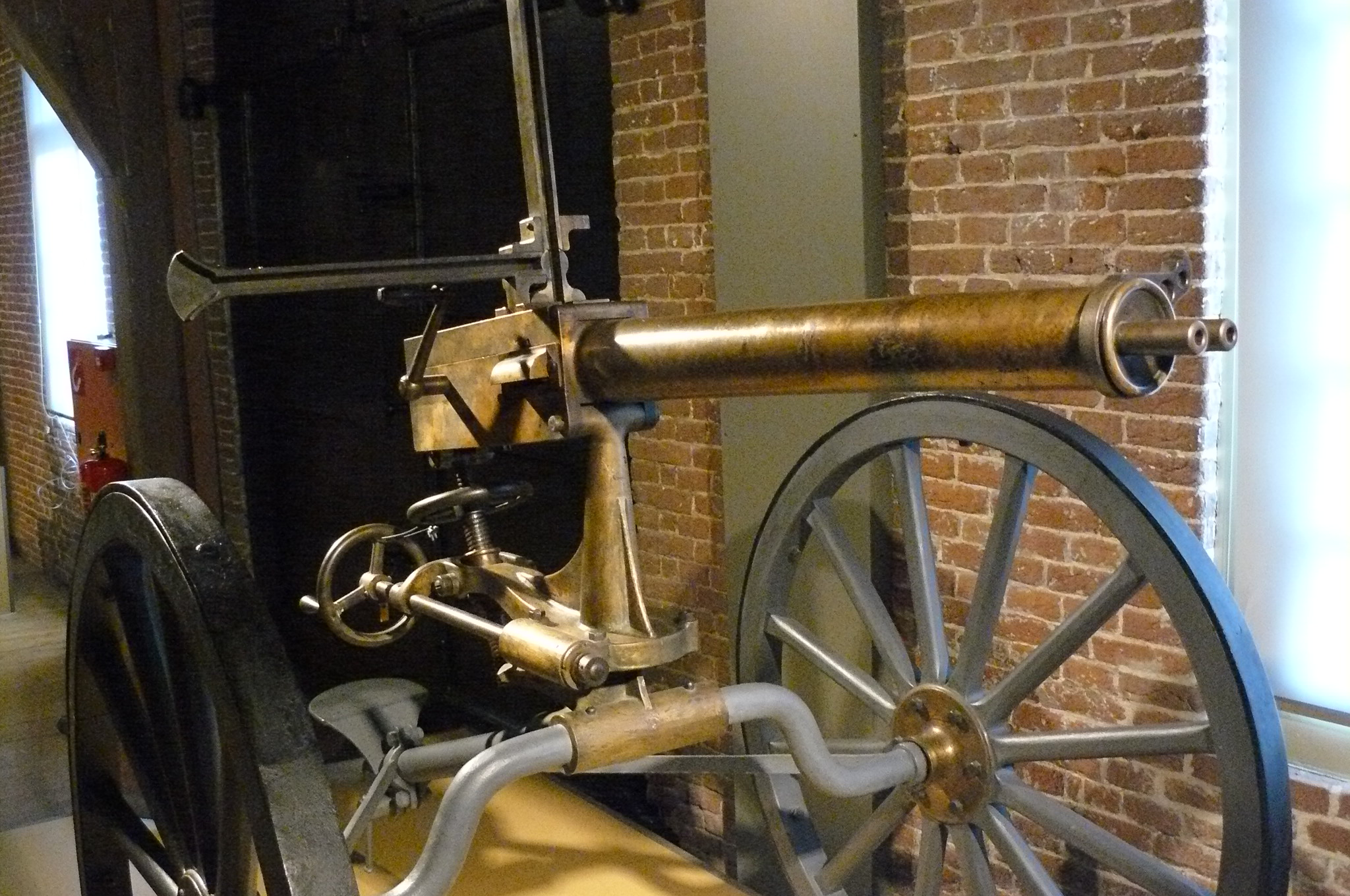
Gardner M 90 mitrailleur op wielaffuit

De forten werden bewapend met kanonnen, mitrailleurs en geweren. De standaardbewapening bestond uit twee snelvuurkanonnen met een kaliber van 6 centimeter in hefkoepels. In de keelkazematten stond de rest van de vaste bewapening opgesteld. Hier stonden voor groot flankementsvuur twee kanonnen met een kaliber van 10 centimeter opgesteld, een snelvuurkanon van 6 centimeter die naar achteren was gericht en twee Gardner M 90 mitrailleurs die de keelzijde met vuur dekte. Verder waren in de genieloodsen bij de forten ook kanonnen opgeslagen. Bij een oorlogsdreiging werden deze opgesteld om de linies tussen de forten te dekken. Tot slot hadden de infanteristen op het fort hun eigen wapens. De bewapening varieerde naar de omstandigheden en de kustforten kregen veel zwaarder geschut omdat zij tegen gepantserde marineschepen moesten optreden.

## Staat van "dienst"
De Stelling van Amsterdam heeft nooit actief dienstgedaan, maar heeft wel een afschrikwekkende werking gehad. In 1914 waren de Stelling en de Nieuwe Hollandse Waterlinie namelijk mede een factor voor de Duitsers om Nederland niet binnen te vallen. Op 31 juli 1914 werd een algehele mobilisatie afgekondigd. Binnen enkele dagen kwamen 200.000 extra militairen onder de wapenen. De stelling kreeg een veiligheidsbezetting van ongeveer 10.000 man. Een klein deel hiervan behoorde tot de vestingartillerie en de rest tot infanterie-eenheden van de Landweer. Deze hadden hun volledige diensttijd van zes jaar doorlopen en ze waren tussen de 25 en 35 jaar oud. Bij een slecht verloop van de oorlog zouden deze troepen worden aangevuld met de militairen van de veldlegers die zich in de stelling terugtrokken. Direct na de mobilisatie werden de forten in gebruik genomen en bewoonbaar gemaakt. Om een vrij schootsveld te krijgen en een oprukkende vijand te zien werd alle begroeiing voor het fort gekapt of verwijderd. Met de inundering werd nog gewacht, alleen het voorbereidingspeil werd bereikt, waardoor het water in sloten en boezems zo hoog als mogelijk werd opgezet. De strijd ging aan Nederland voorbij en in 1917 werden twee forten, Fort bij Spijkerboor en Fort aan de Nekkerweg gebruikt als huis van bewaring voor dienstweigeraars. Op 11 november 1918 kwam een einde aan de strijd. De stelling werd verlaten en achtergelaten in de staat van voor de mobilisatie.
Door de opkomst van het vliegtuig verloor de Stelling na de Eerste Wereldoorlog snel aan militaire betekenis en is opgegaan in Vesting Holland. Zij bleef echter grotendeels behouden, en de militaire status werd pas in 1963 opgeheven. Daarna werden de forten nog als opslagmagazijnen gebruikt en later zijn er musea en kunstcentra gekomen.

## Monumentenstatus
In 1975 kwam het Fort bij Velsen bij de Dienst der Domeinen in de verkoop. Het fort genoot toen nog geen bescherming als monument. De gemeente Beverwijk en de Provincie Noord-Holland wilden het fort kopen voor 450.000 gulden, maar Domeinen wilde meer geld zien. In 1979 werd het voor 755.000 gulden verkocht aan G. Kruk die het gebouw in 1983 deels heeft gesloopt. De Provincie Noord-Holland heeft geprobeerd dit te verhinderen, maar kwam wel in actie voor het behoud van de stelling.
In 1987 kwam een beleidsnota uit waarin de stelling als waardevol erfgoed werden bestempeld. In 1992 kwamen alle bouwwerken en objecten van de Stelling op de provinciale monumentenlijst, maar de forten in Utrecht werden niet op een vergelijkbare wijze beschermd.
Het provinciebestuur vroeg de toenmalige minister van Cultuur, Hedy d'Ancona, de stelling voor te dragen voor de Werelderfgoedlijst van UNESCO. Nederland had in 1972 het verdrag getekend maar het duurde tot 1992 voor het verdrag werd geratificeerd. In 1995 werd de stelling voorgedragen en in 1996 werd deze op de lijst geplaatst. In Europa bestaan meer kringstellingen, bijvoorbeeld de Stelling van Antwerpen en rondom Parijs, Boekarest en Kopenhagen, maar het systeem van inundaties om Amsterdam is uniek.
Vanaf 2005 is de stelling door het ministerie van VROM aangewezen als Nationaal Landschap (18.590 ha) vanwege het samenhangende systeem van forten, dijken, kanalen en inundatiekommen, het groene en relatief stille karakter en de relatief grote openheid.
In 2017 is er een herdenkingsmunt van € 5,- uitgegeven met het thema de Stelling van Amsterdam als onderdeel van de UNESCO-serie.

## De 45 forten en batterijen van de Stelling
Alle forten en batterijen die zijn opgenomen op de Werelderfgoedlijst.

### Noordfront
- Fort bij Edam (model B)
- Fort bij Kwadijk (onvoltooid en opgeheven)
- Fort benoorden Purmerend (model B)
- Fort aan de Nekkerweg (model B)
- Fort aan de Middenweg (model C)
- Fort aan de Jisperweg (model C)
- Fort bij Spijkerboor (model B)

### Noordwestfront
- Fort bij Marken-Binnen (model A)
- Fort bij Krommeniedijk (model A)
- Fort aan den Ham (model A)
- Fort bij Veldhuis (model A)
- Fort aan de St. Aagtendijk (model A)
- Fort Zuidwijkermeer (model A)
- Fort bij Velsen (model A)
- Fort bij IJmuiden (kustfort)

### Westfront
- Fort benoorden Spaarndam (model A)
- Fort bezuiden Spaarndam (model A)
- Fort bij Penningsveer (model A)
- Fort bij de Liebrug (model A)
- Fort aan de Liede (grotendeels gesloopt)

### Zuidwestfront
- Fort bij Heemstede
- Voorstelling bij Vijfhuizen
- Fort bij Vijfhuizen (model A)
- Batterij aan de IJweg
- Fort bij Hoofddorp (model A)
- Batterij aan de Sloterweg
- Fort bij Aalsmeer (model A)

### Zuidfront
- Fort bij Kudelstaart (model A)
- Fort bij De Kwakel (model A)
- Fort aan de Drecht (model B)
- Fort bij Uithoorn (model B)
- Fort Waver-Amstel (model B)
- Fort in de Botshol
- Fort aan de Winkel

### Zuidoostfront
- Fort bij Abcoude (baksteen)
- Fort bij Nigtevecht (model A)
- Fort bij Hinderdam
- Fort bij Uitermeer
- Torenfort aan de Ossenmarkt (Weesp)

### Zuiderzeefront
- Muizenfort (Vesting Muiden)
- Westbatterij Muiden
- Fort Kijkuit[9]
- Kustbatterij bij Diemerdam
- Fort aan het Pampus
- Kustbatterij bij Durgerdam (Vuurtoreneiland)

Fort aan de Fuikvaart (niet uitgevoerd), Fort bij Muiderberg (onvoltooid en opgeheven) en Fort aan het Schiphol (afgebroken) zijn niet op de lijst opgenomen.

### Geniedijken
- Liniewal Aagtendijk-Zuidwijkermeer
- Geniedijk Haarlemmermeer
- Liniewal Geindijk-Nigtevecht

## Commandanten
- 1885 Generaal-Majoor C.L.S. List
- 1885-1889 Generaal-Majoor A. Baud
- 1889-1891 Generaal-Majoor Jonkheer J.C.C. den Beer Poortugael
- 1891 Generaal-Majoor Jonkheer J.L. van Teijlingen
- 1891-1892 Generaal-Majoor J.W. Bergansius
- 1892-1894 Generaal-Majoor H.W. van Marle
- 1894-1897 Generaal-Majoor K. Eland
- 1897-1899 Generaal-Majoor W. Rooseboom
- 1899-1901 Generaal-Majoor J.G.F. van Houtum
- 1901-1904 Generaal-Majoor P.C. Kool
- 1904-1905 Generaal-Majoor A.R. Krayenhoff van de Leur
- 1905-1907 Generaal-Majoor W.F. ridder van Rappard
- 1908-1911 Generaal-Majoor S.I. van Nooten
- 1911-1912 Generaal-Majoor A.N.J. Fabius
- 1912-1918 Generaal-Majoor A.R. Ophorst
- 1918-1920 Generaal-Majoor W.L. Overduijn
- 1920 Generaal-Majoor M.D.A. Forbes Wels
- 1920-1922 Generaal-Majoor A.M. Kollewijn

## Galerij

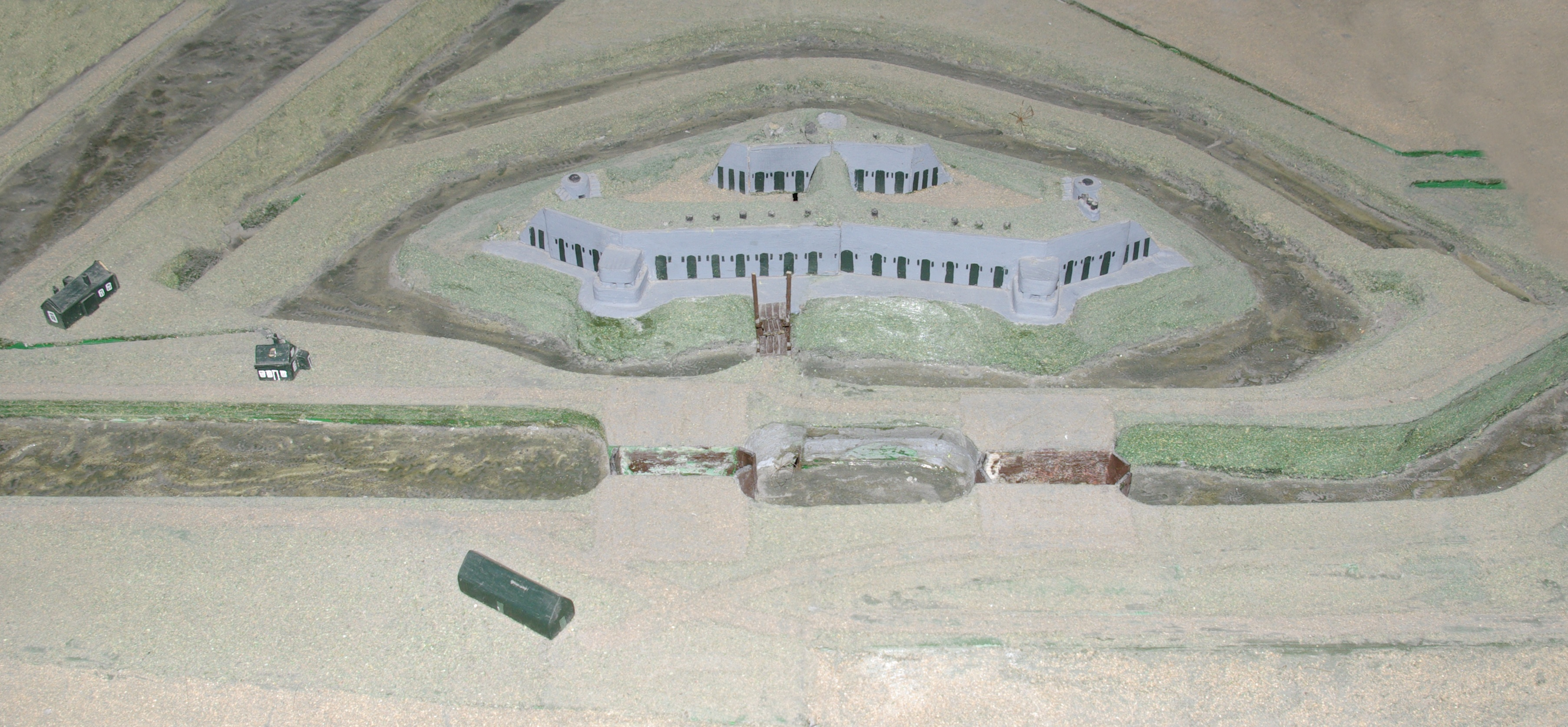
Model van Fort bij Aalsmeer
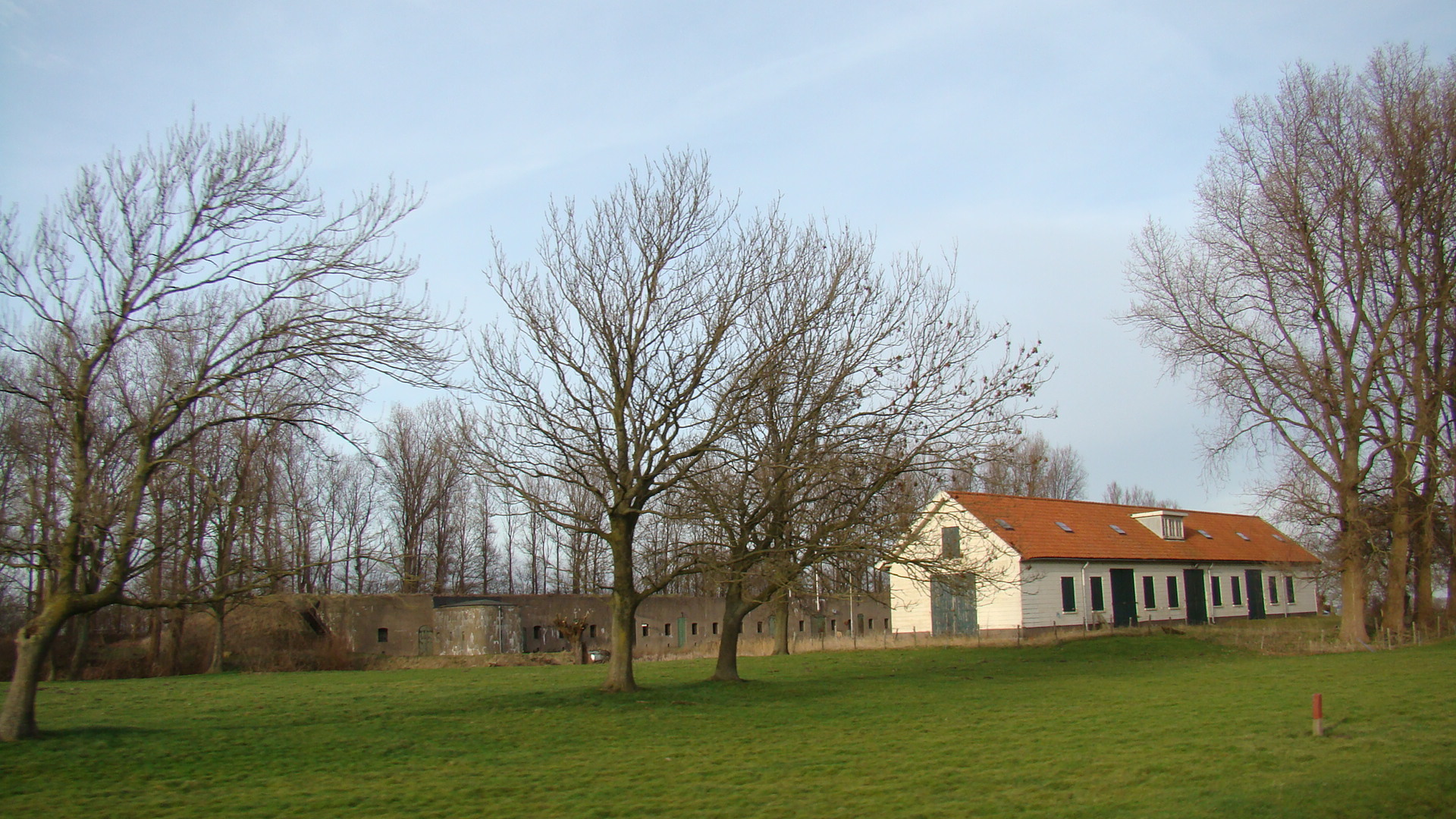
Fort aan den Ham met houten genieloods
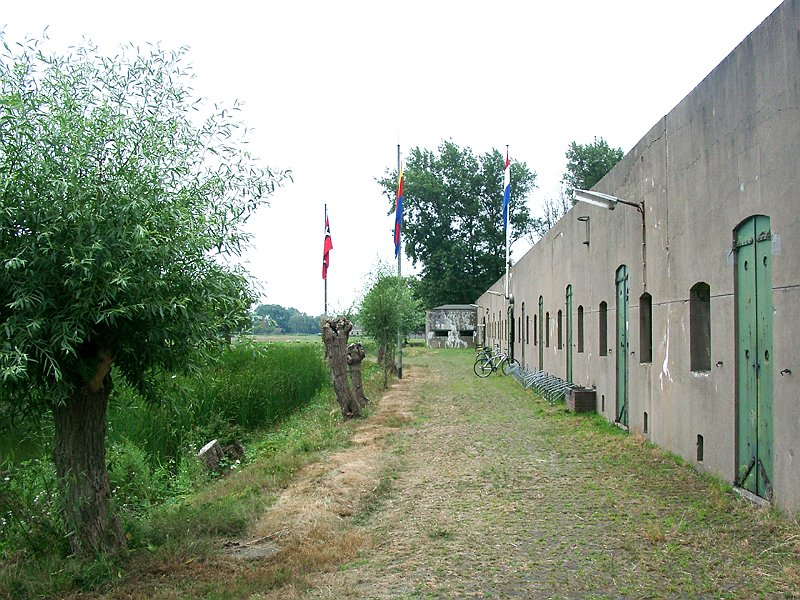
Keelzijde Fort aan den Ham
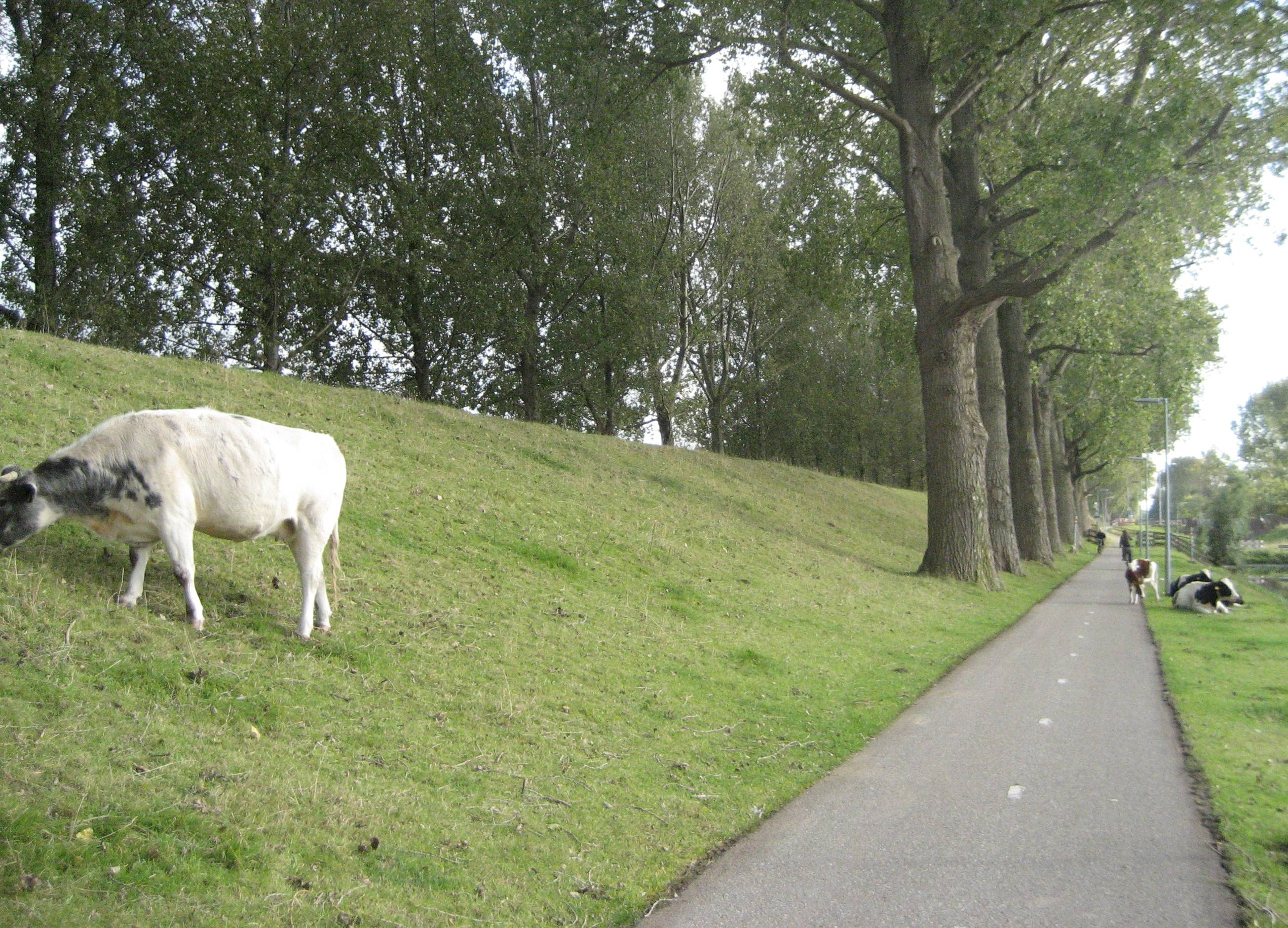
De Geniedijk in Hoofddorp
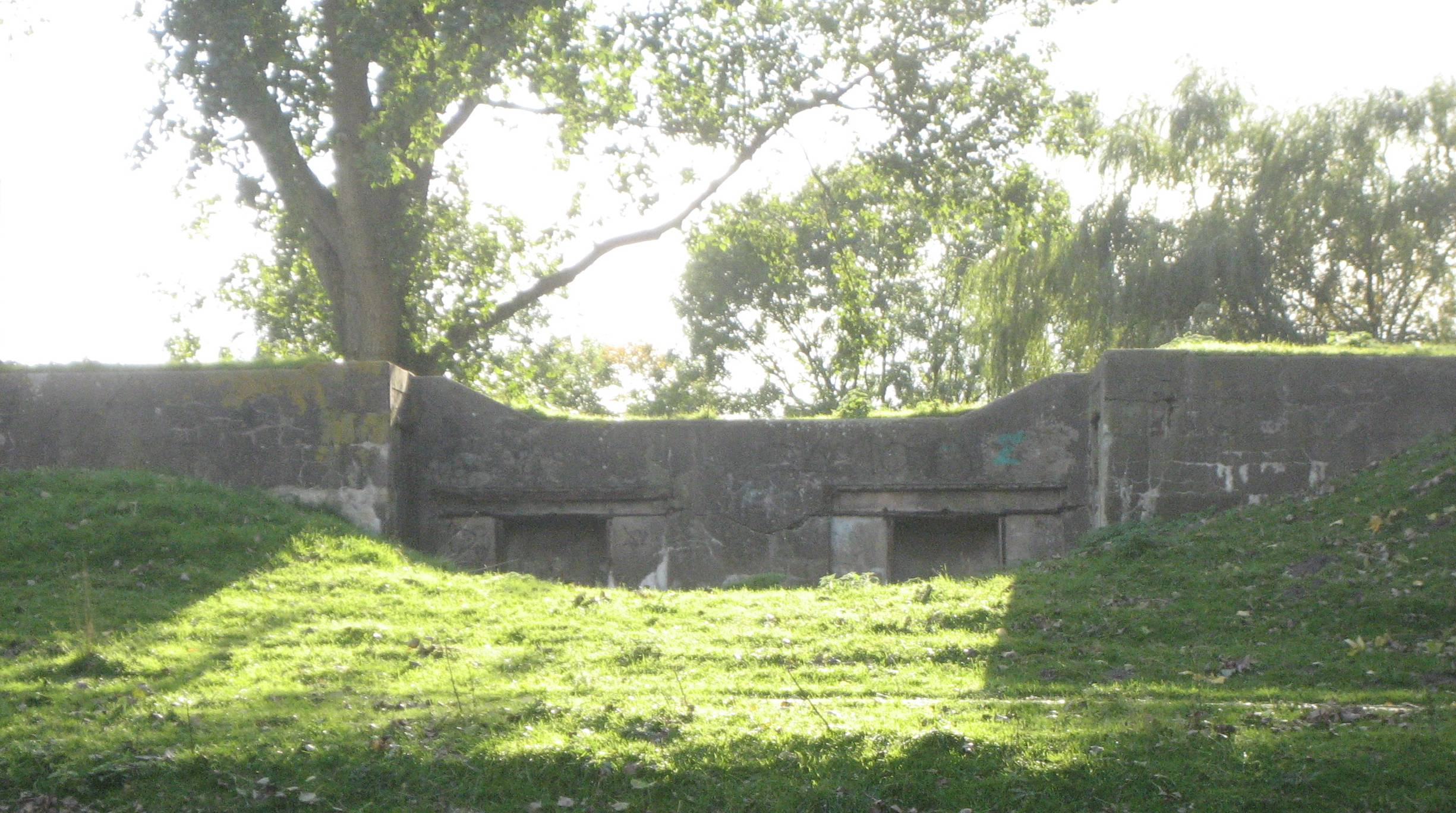
Nevenbatterij in de Geniedijk Haarlemmermeer, in Hoofddorp
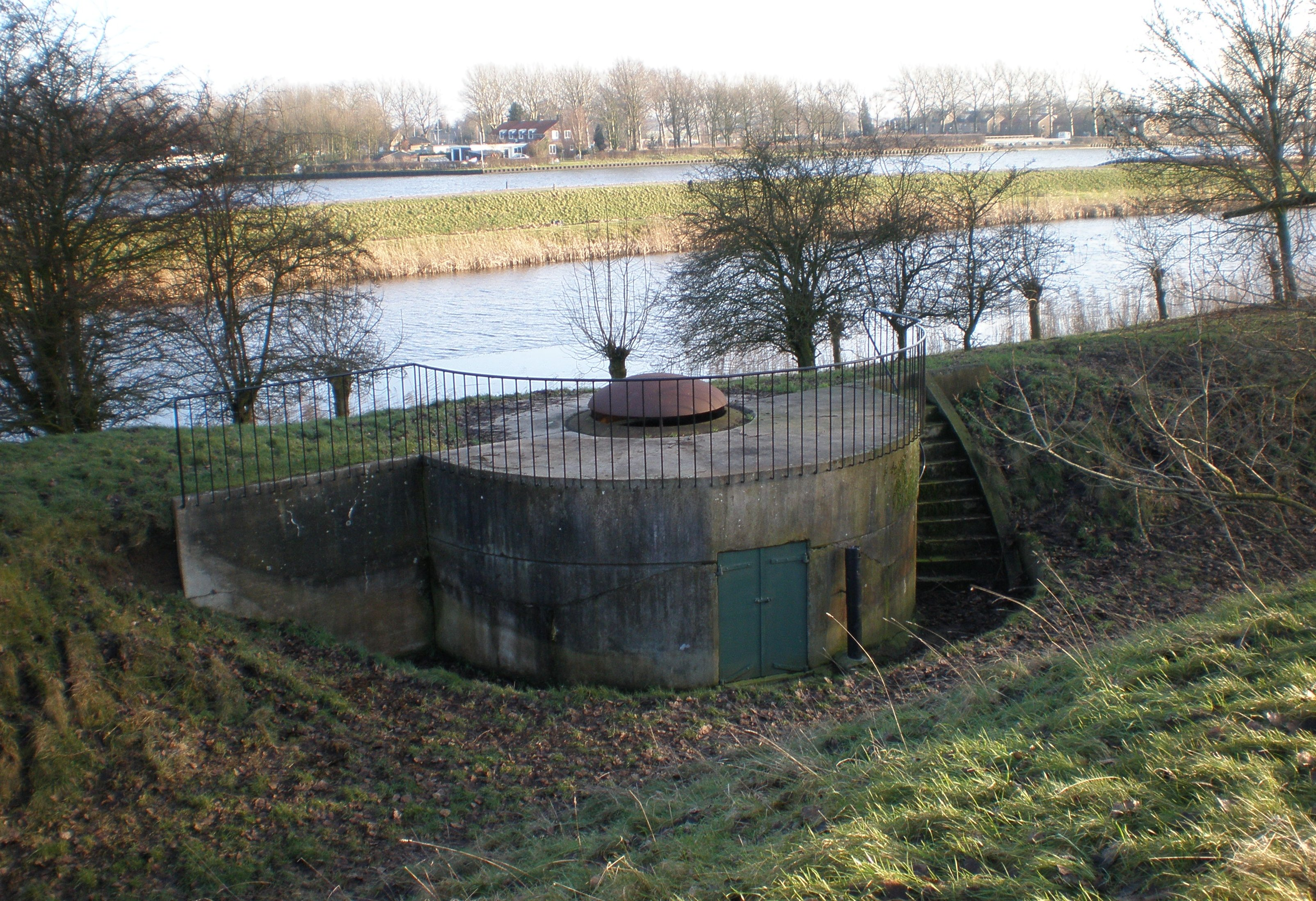
Gebouw met hefkoepel van Fort bij Nigtevecht (model A fort)
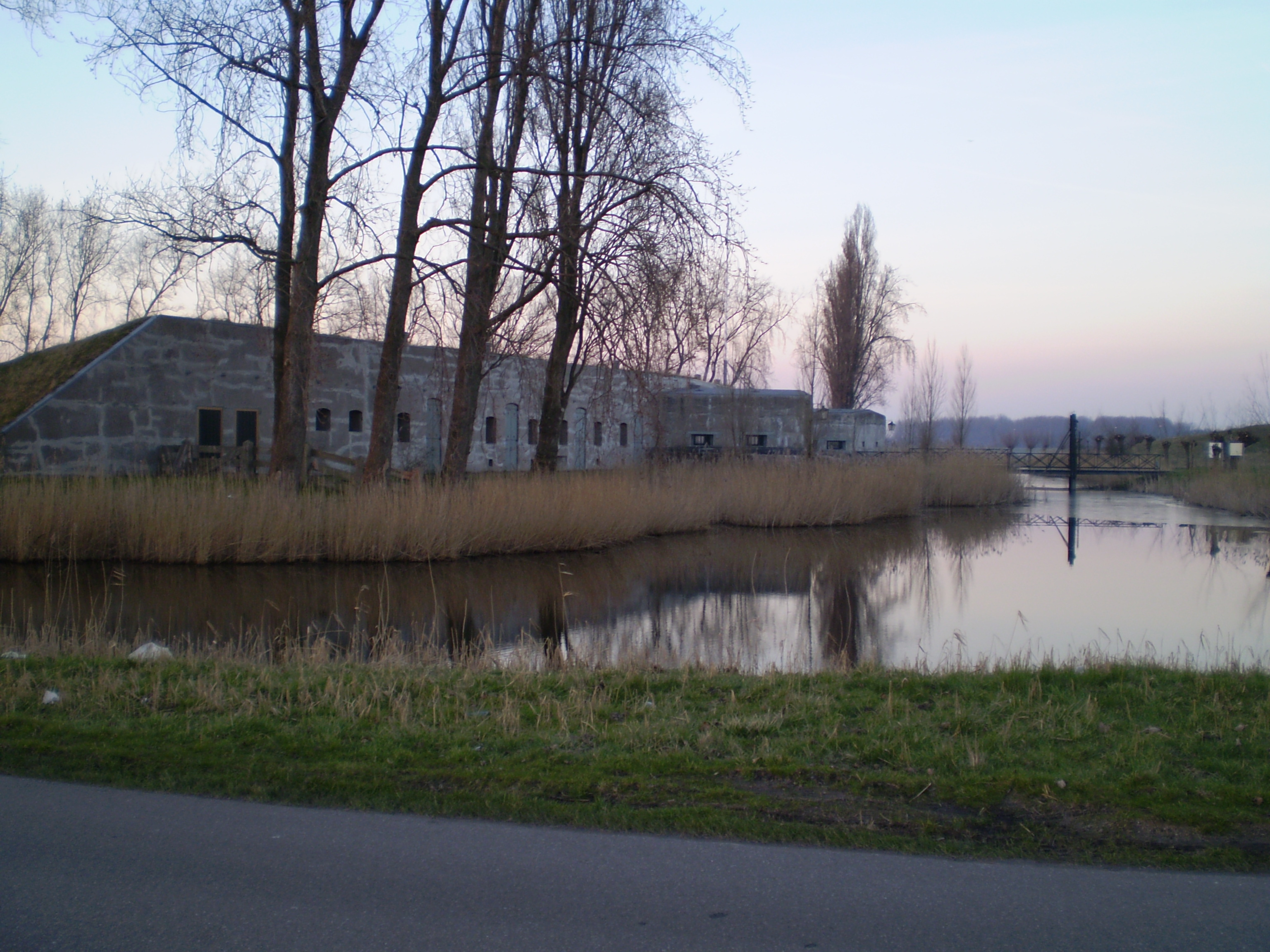
Fort bezuiden Spaarndam
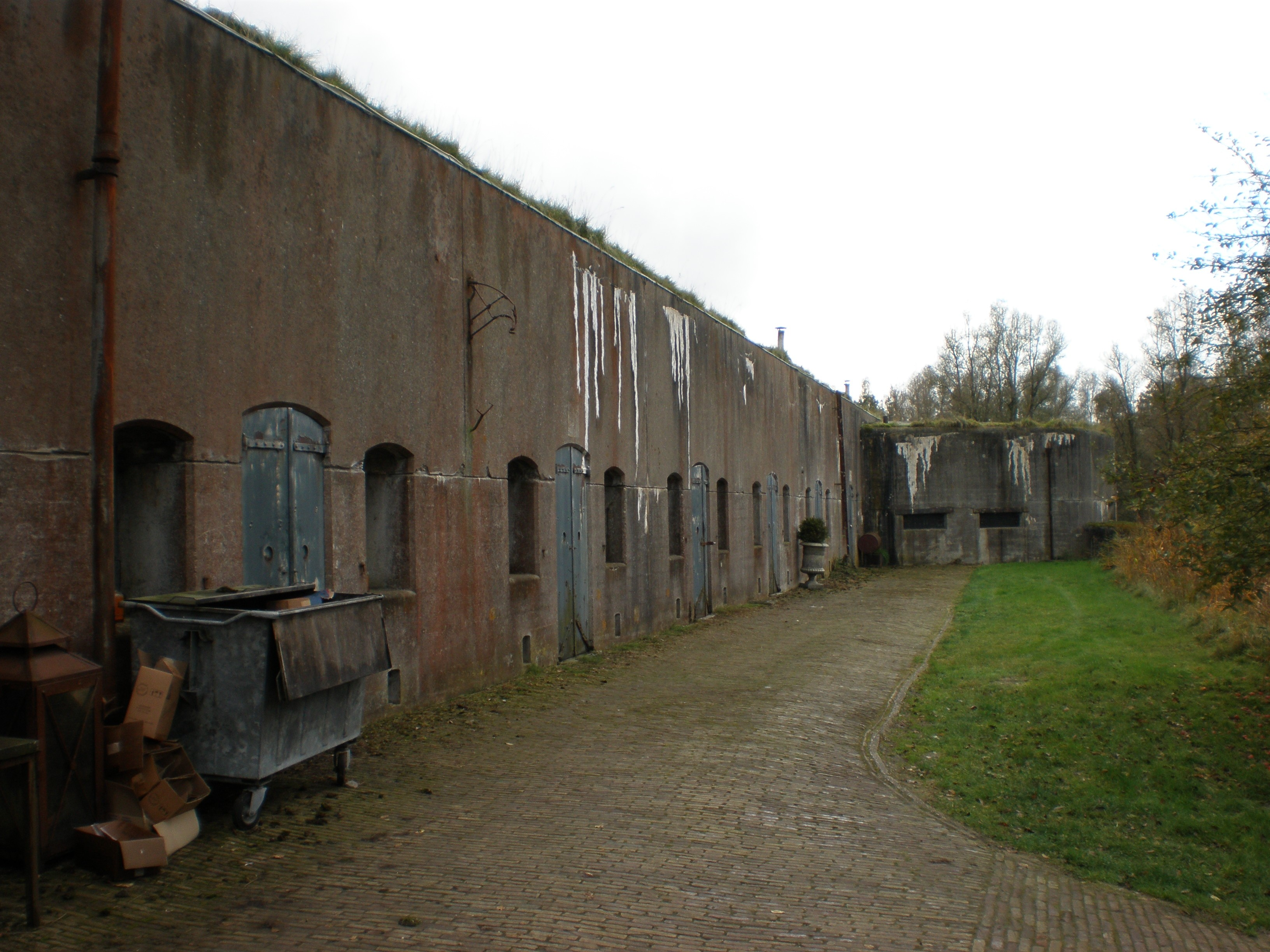
Keelzijde van Fort Waver-Amstel met rechtsachter de keelkazemat
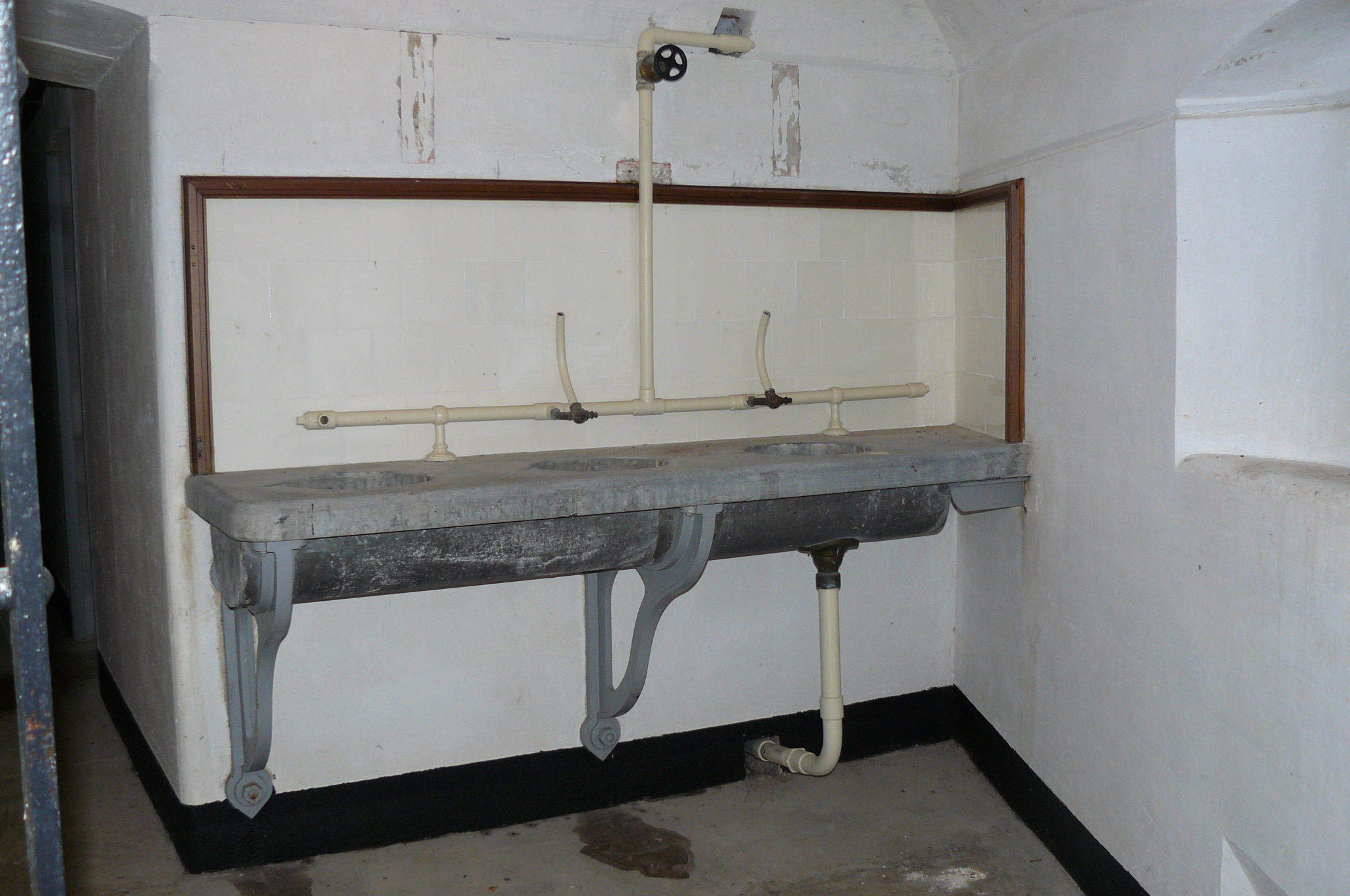
Wasplaats in Fort Waver-Amstel
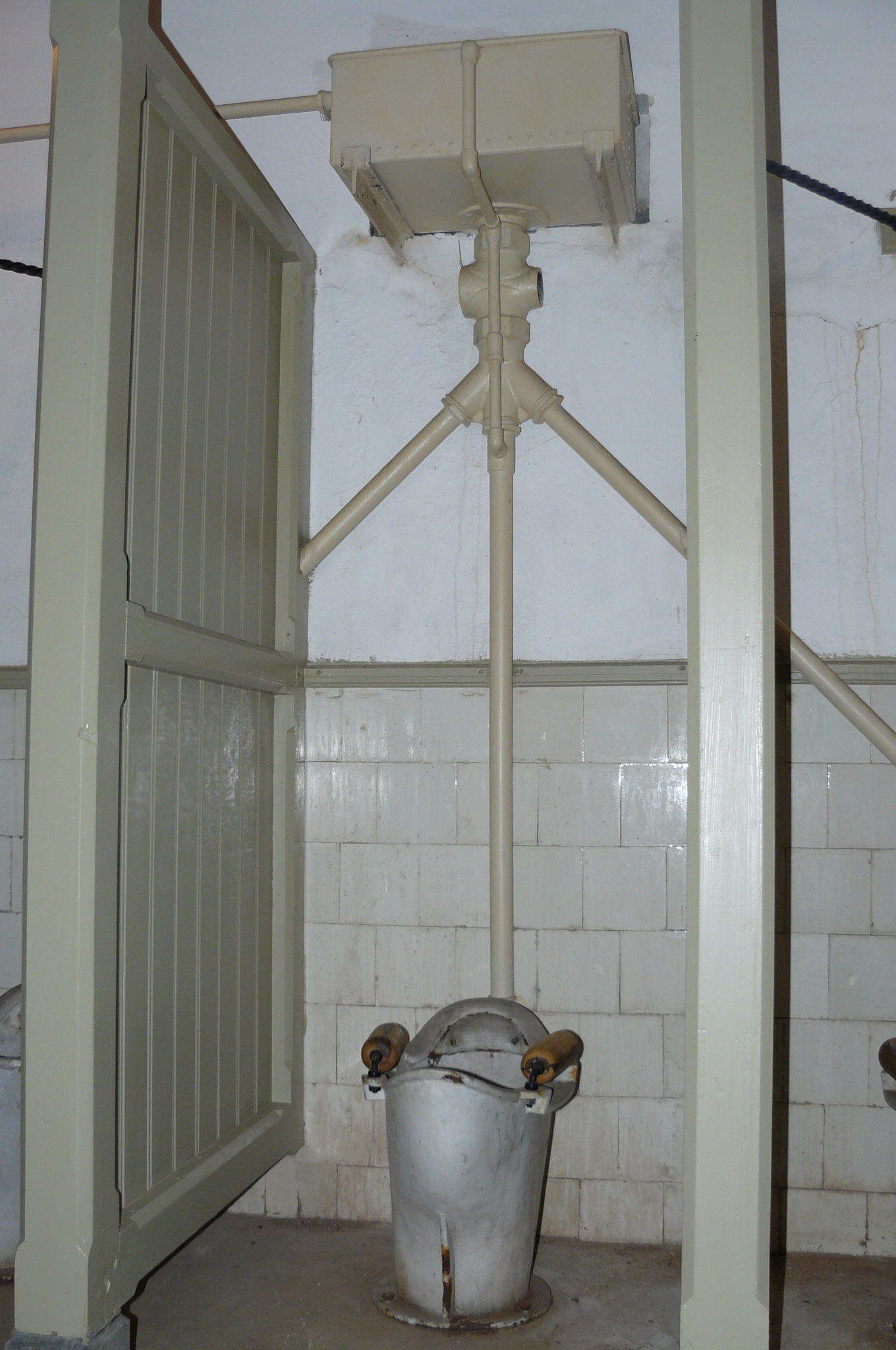
Privaat Fort Waver-Amstel
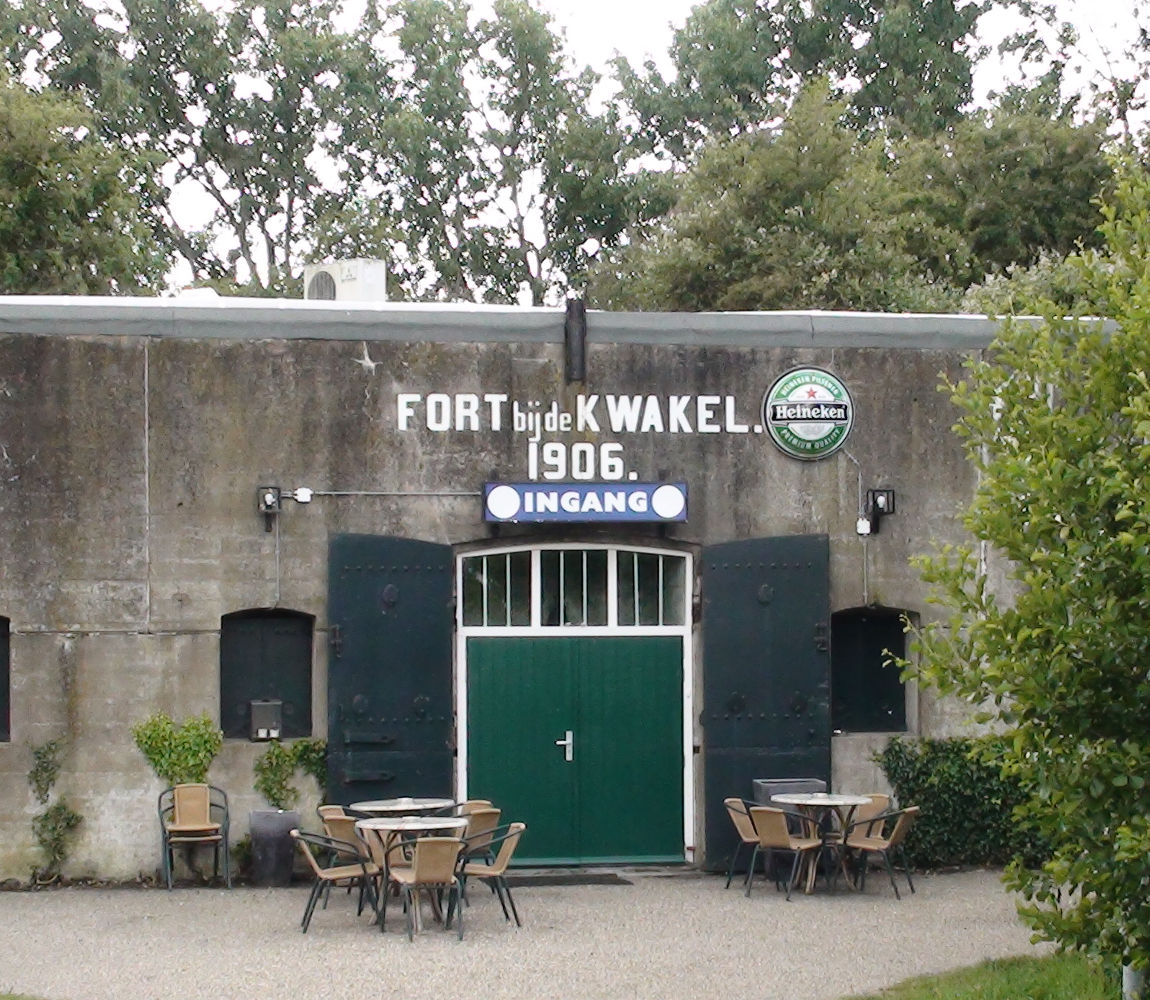
Twee grote deuren voor de poterne van Fort bij de Kwakel
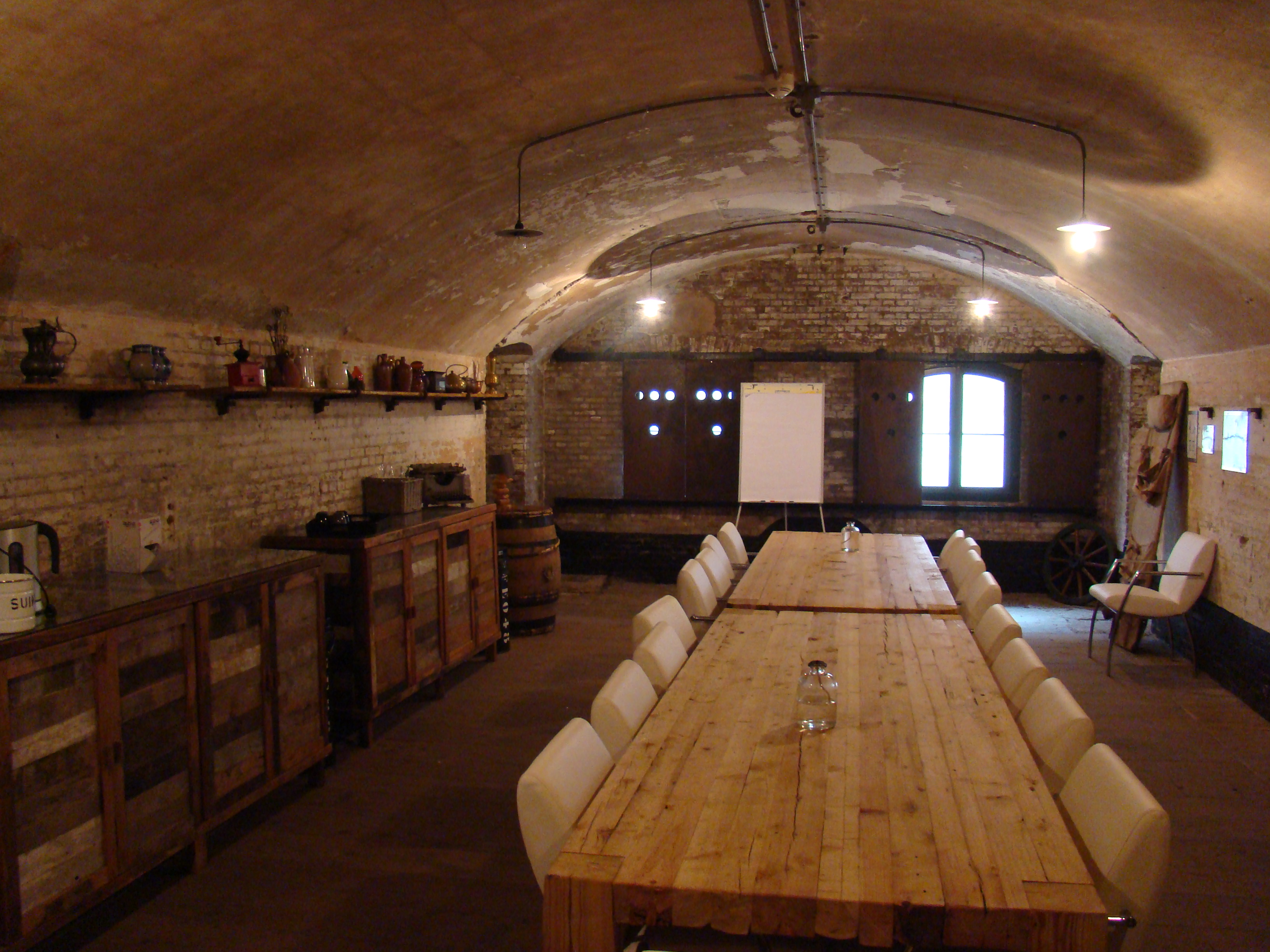
Fort bij IJmuiden
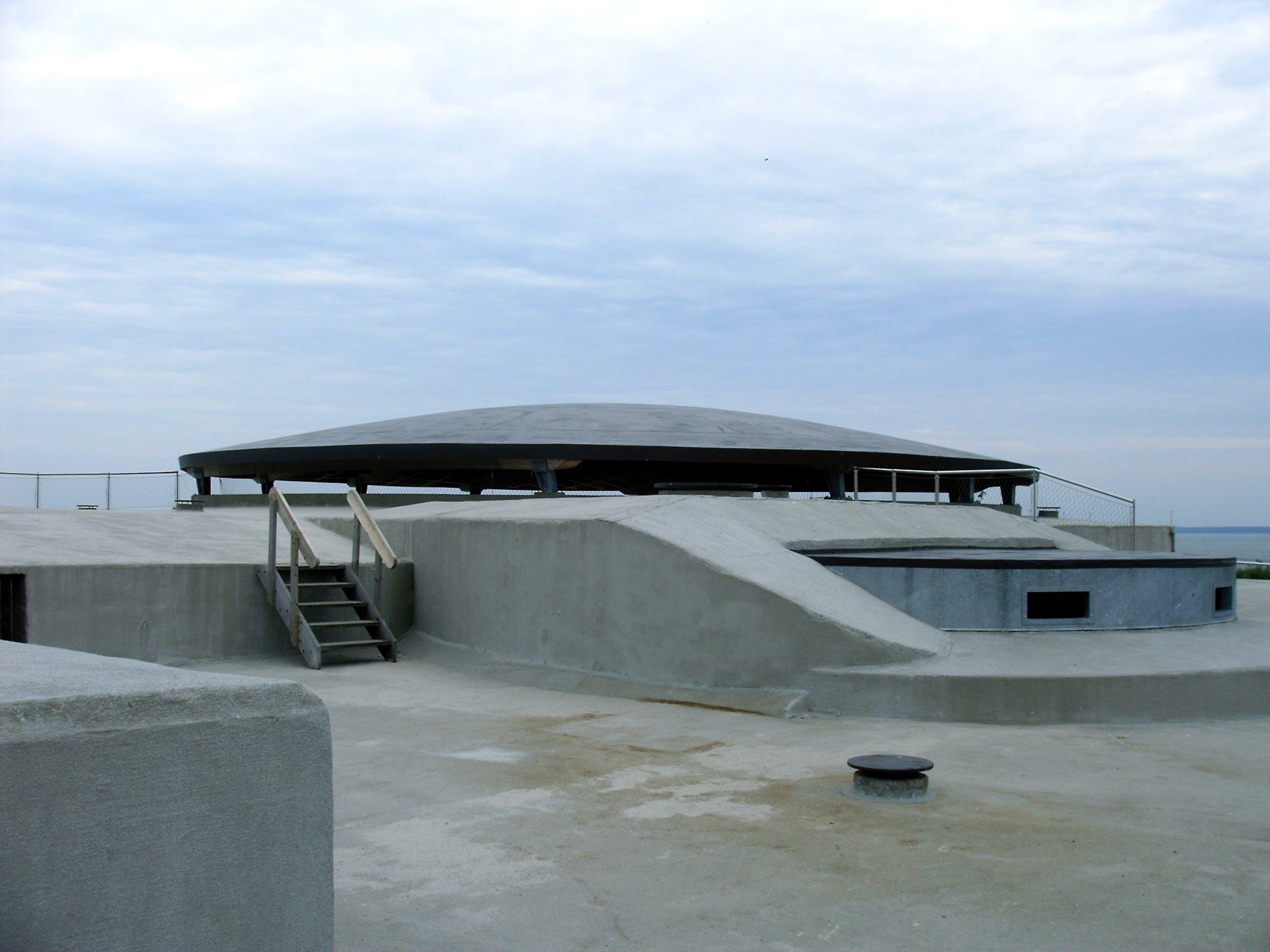
Fort Pampus locatie pantserkoepel
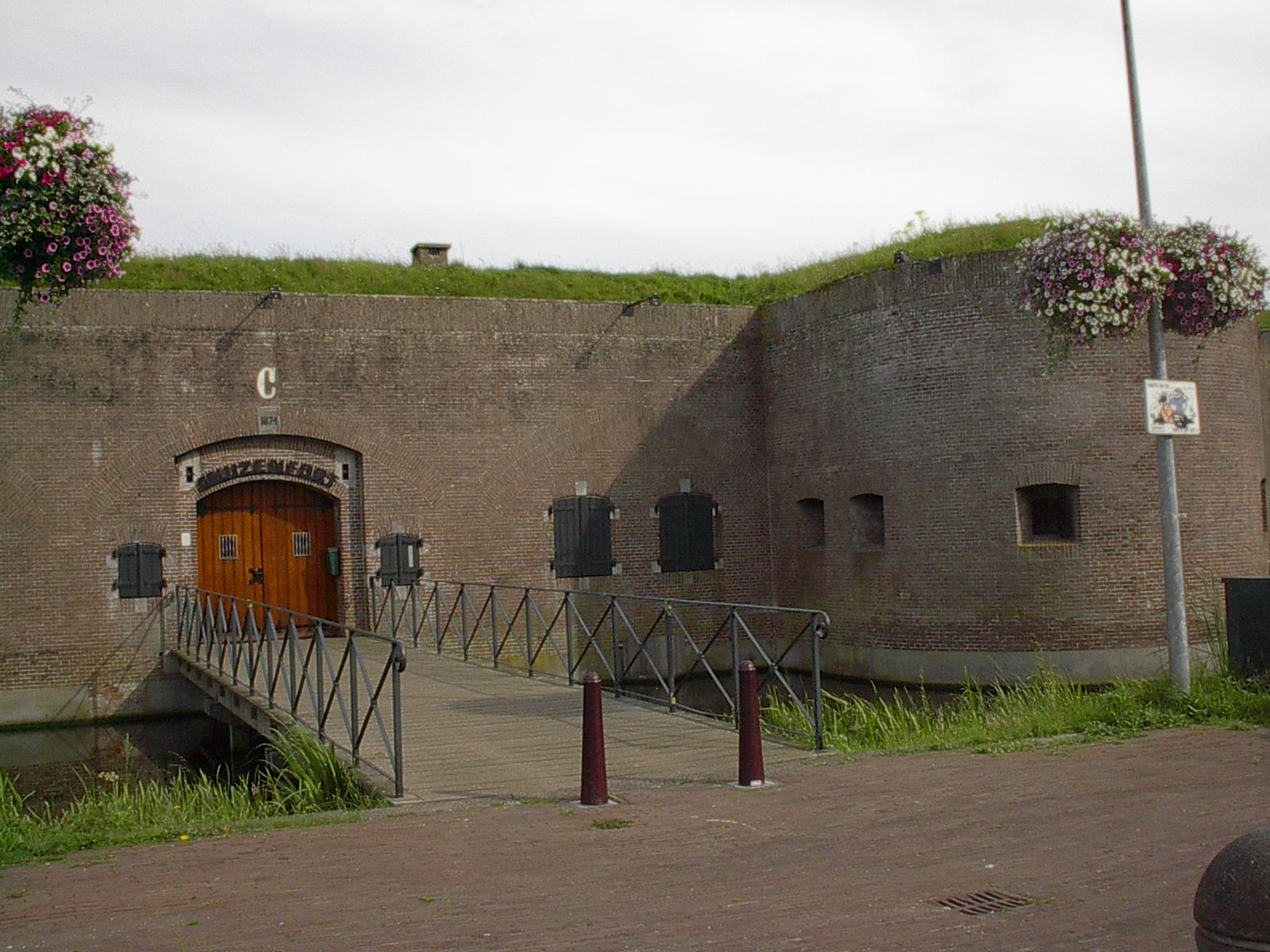
Muizenfort te Muiden
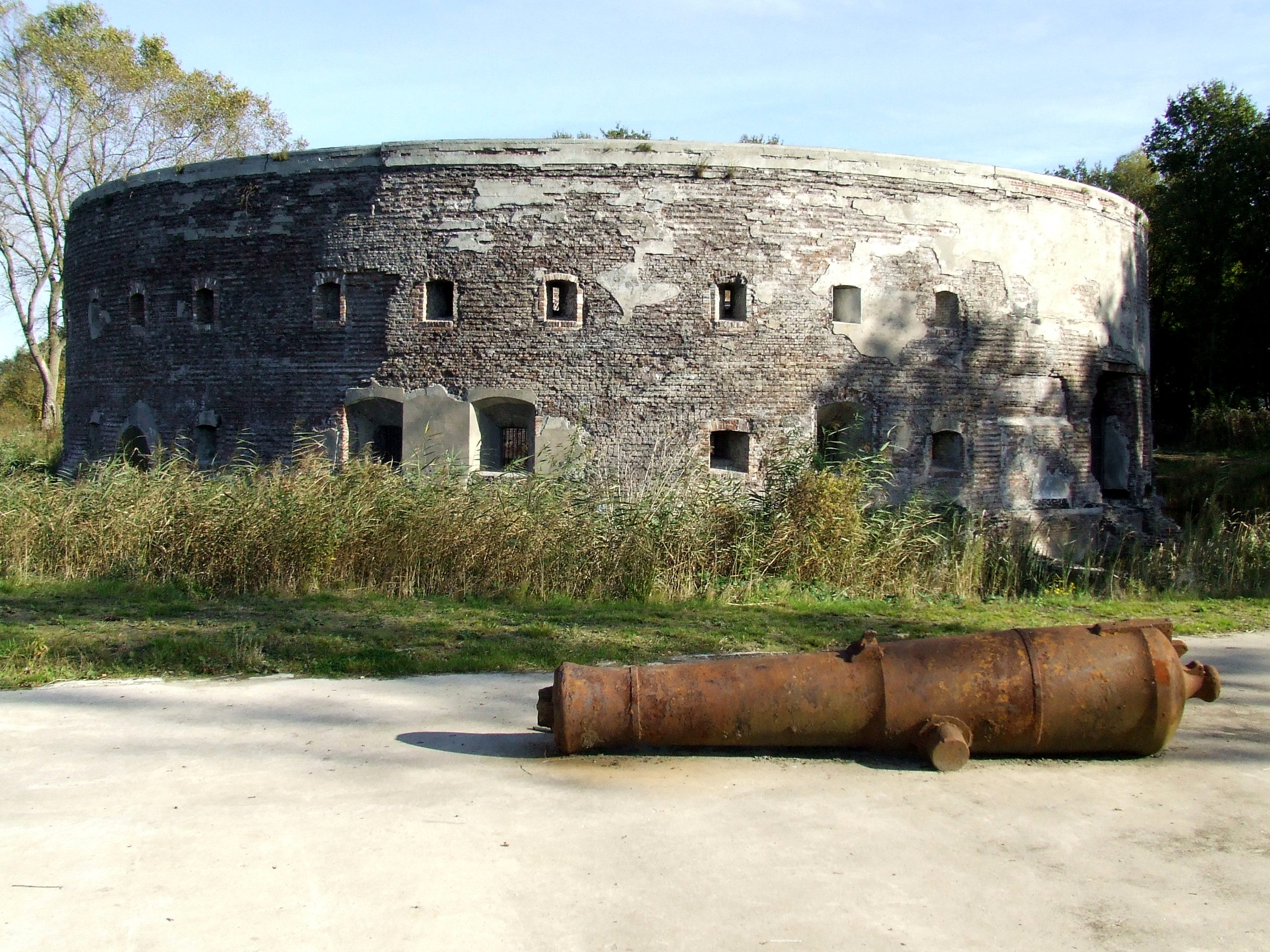
Torenfort Fort Uitermeer

## Galerij luchtfoto's

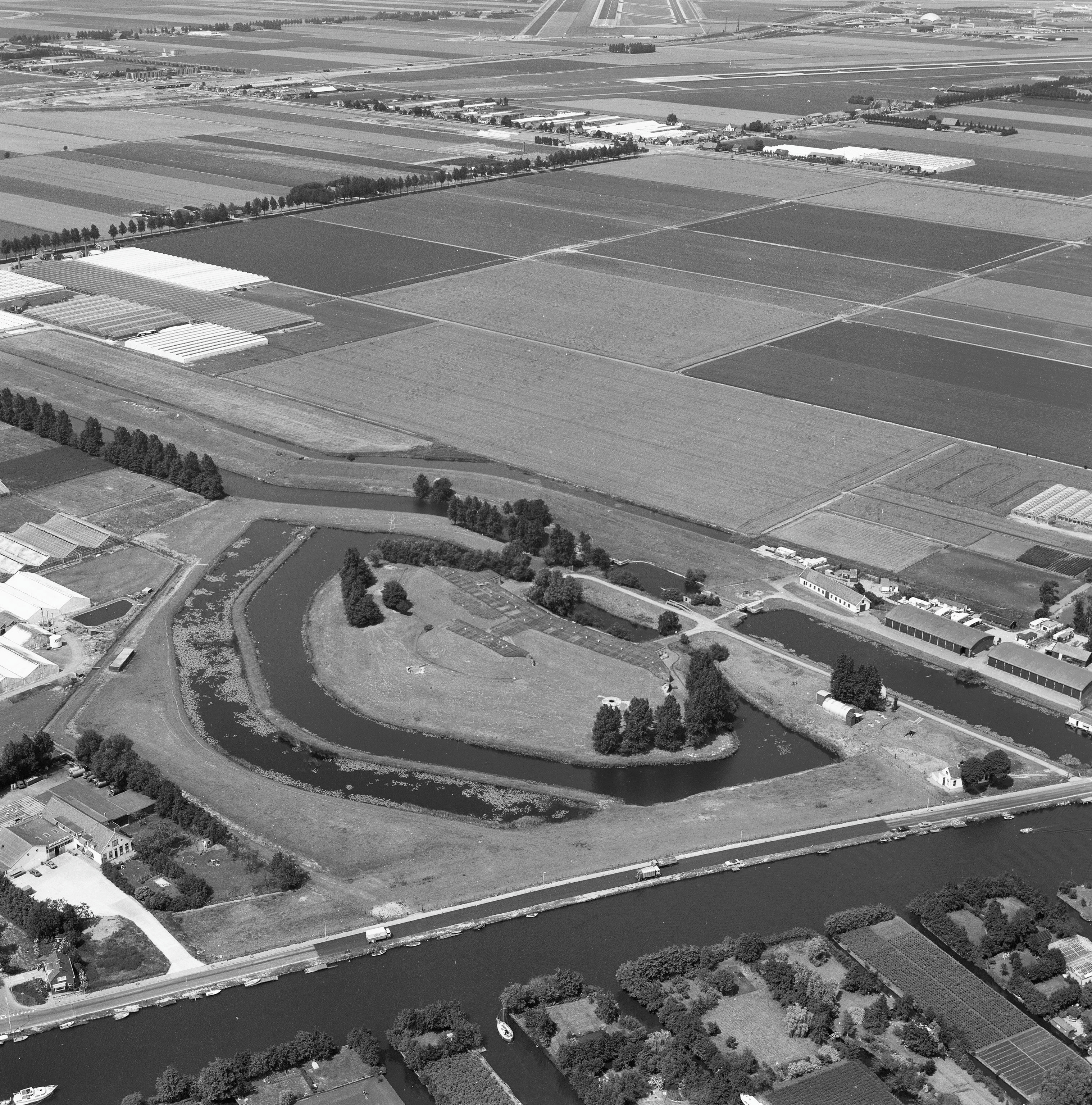
Fort bij Aalsmeer; 1977.
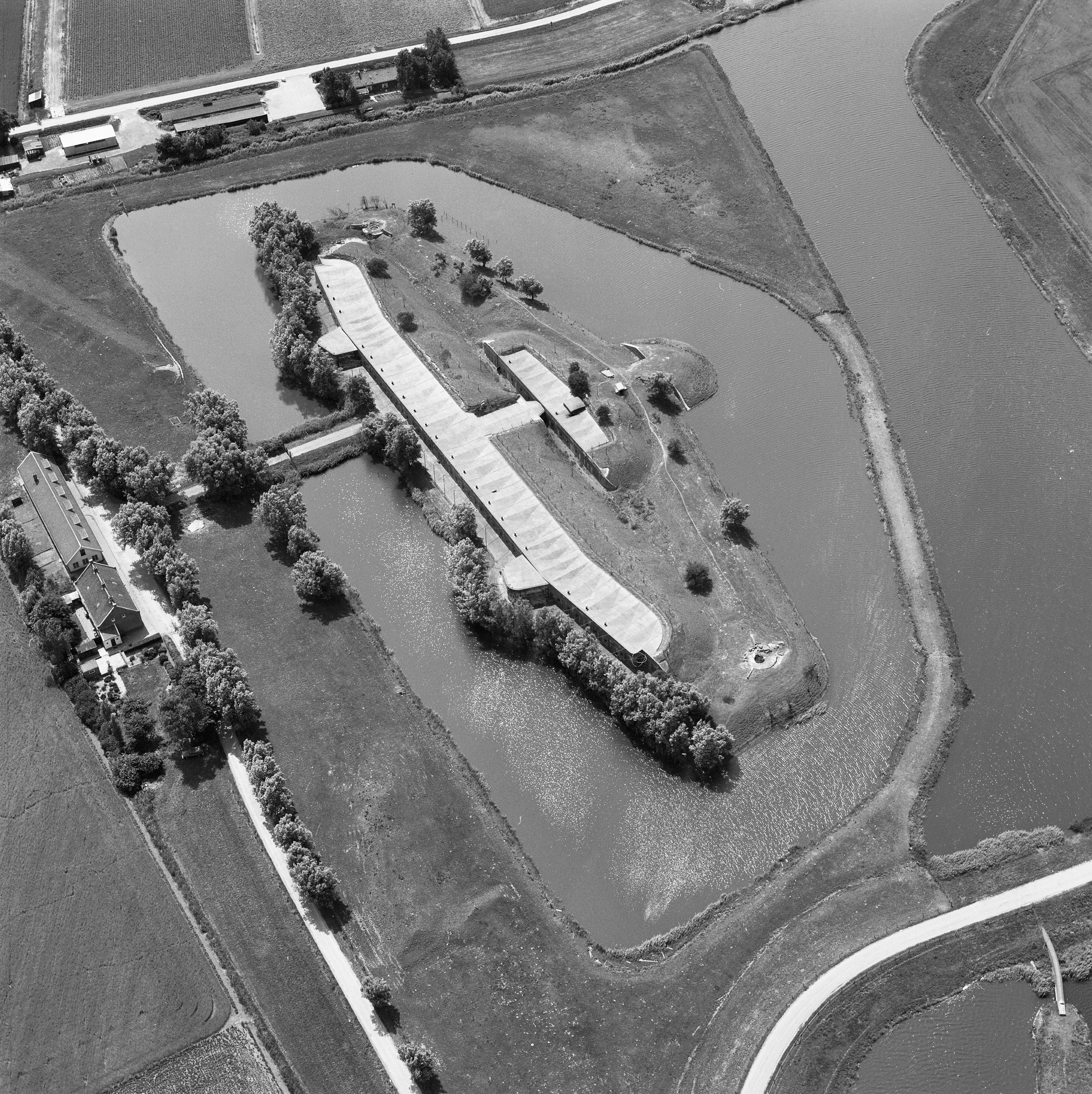
Fort aan de St. Aagtendijk; 1977.
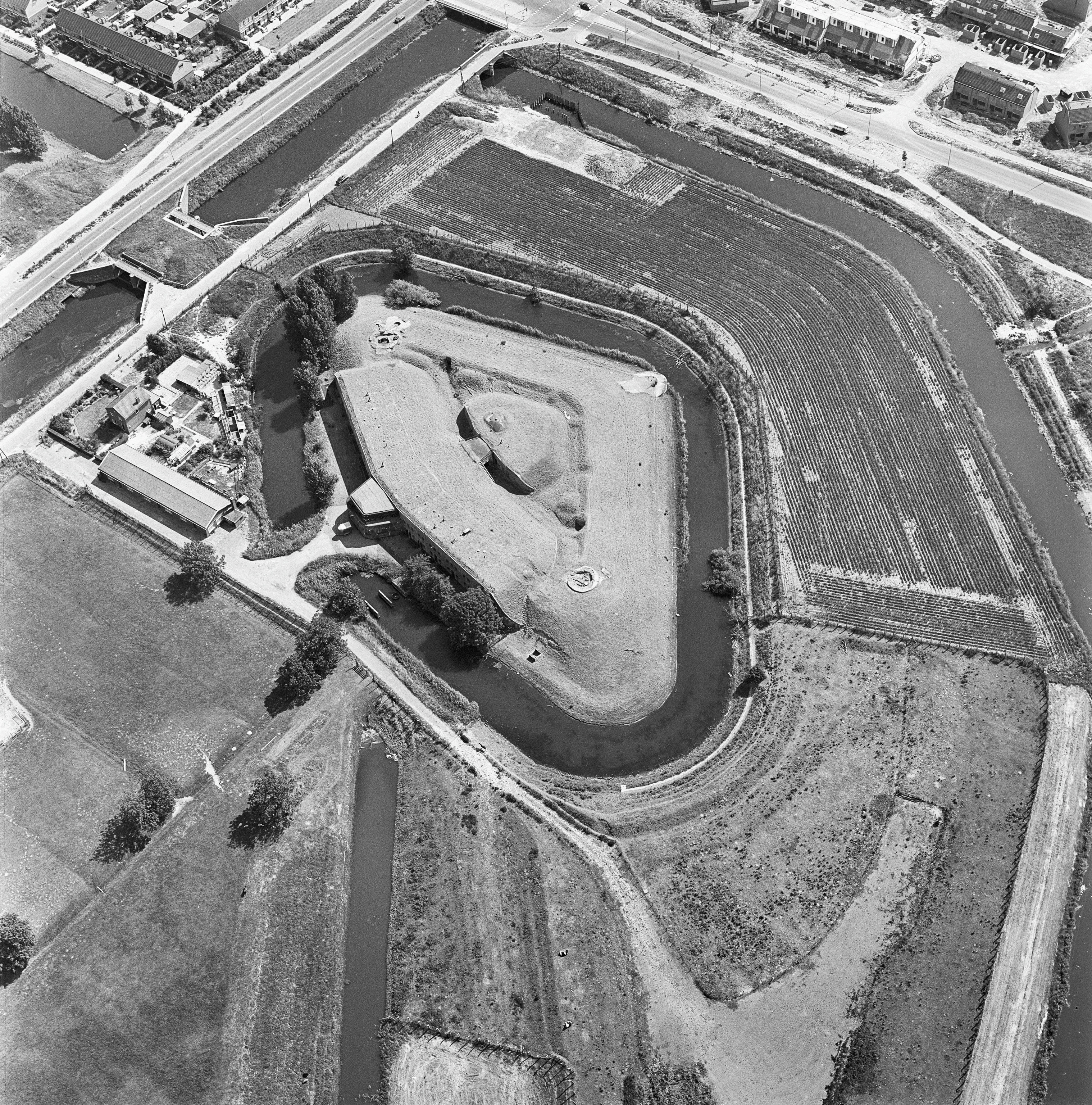
Fort bij Hoofddorp; 1977.
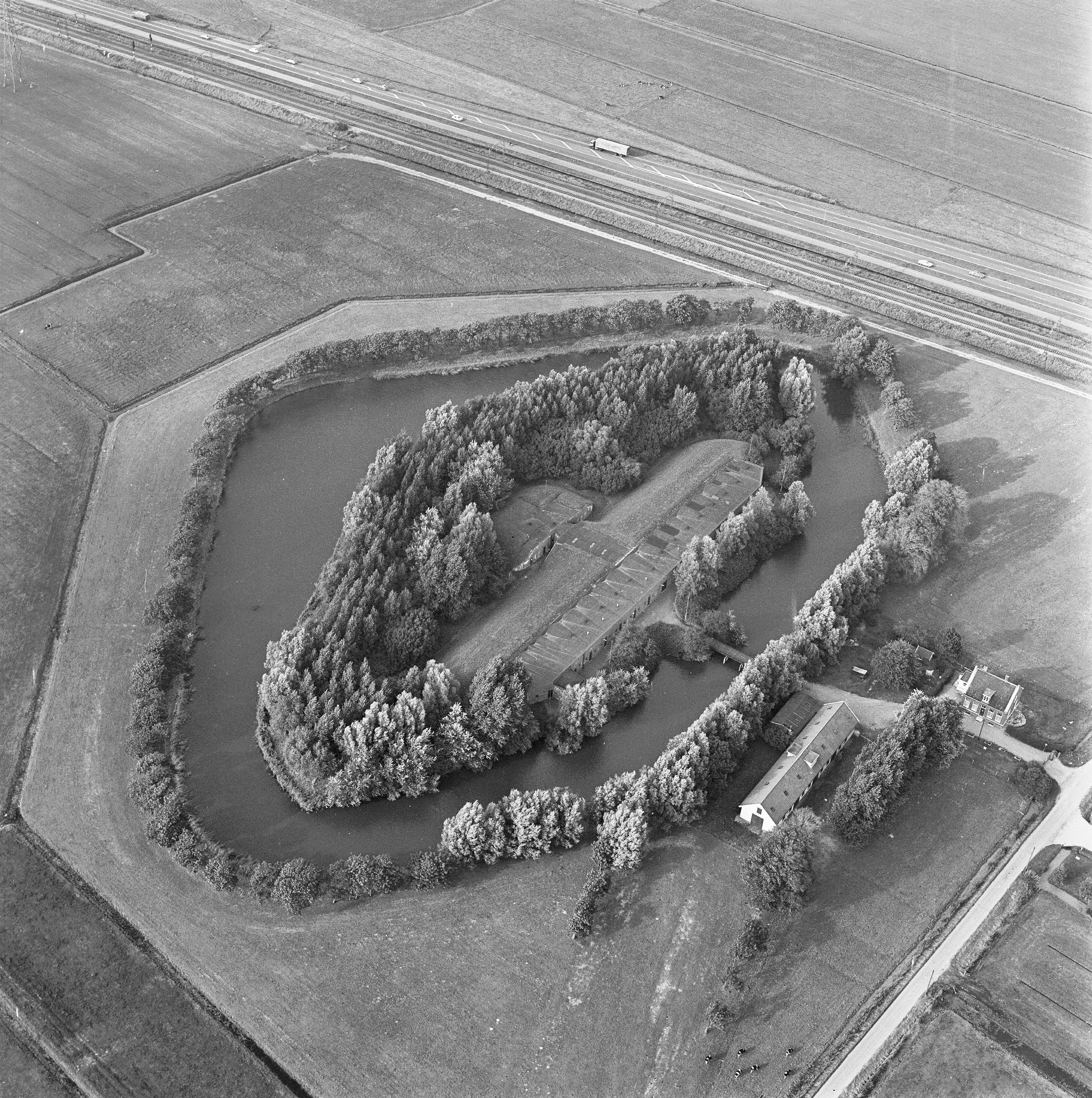
Fort bij Krommeniedijk; 1977.
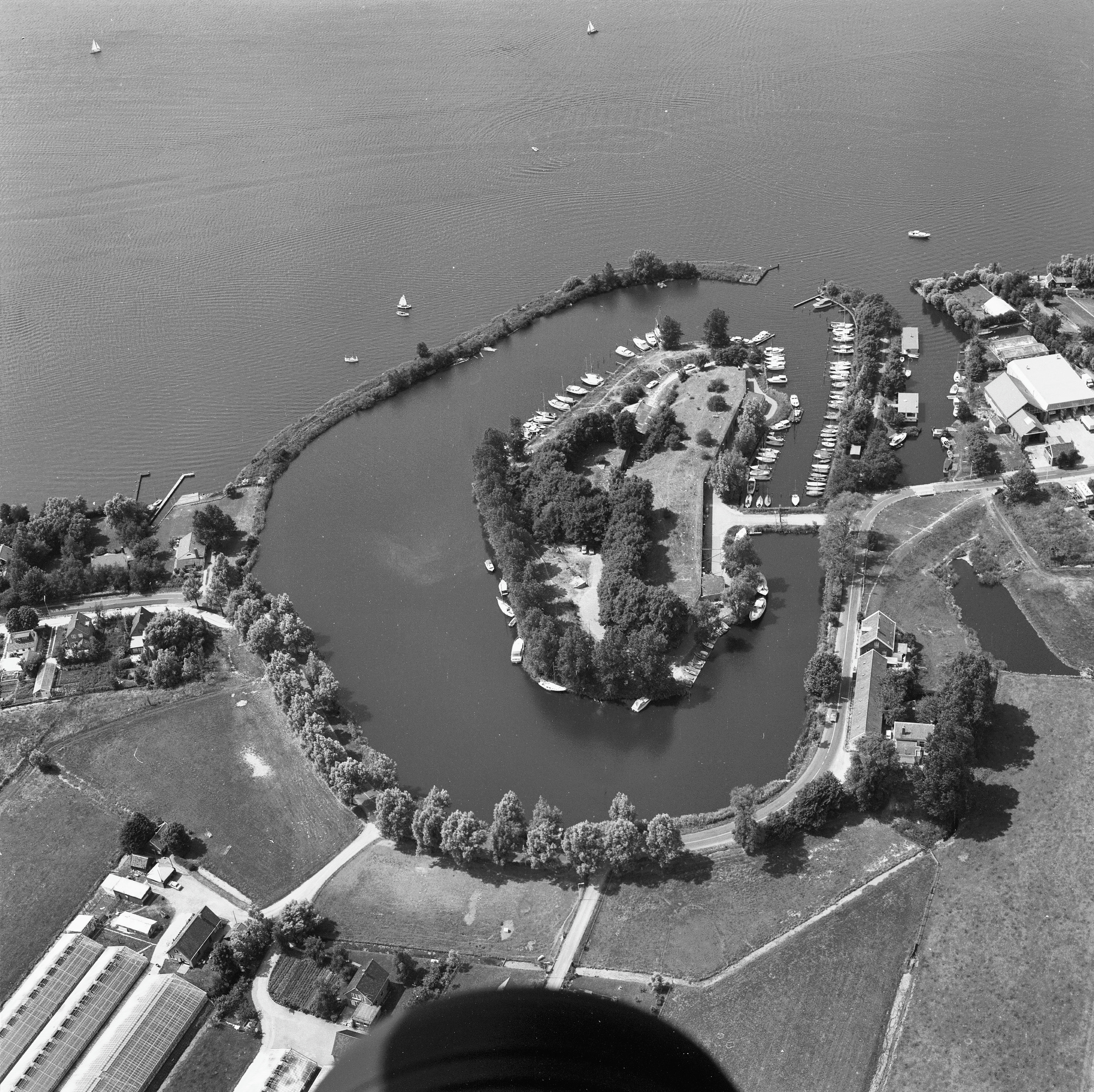
Fort bij Kudelstaart; 1977.
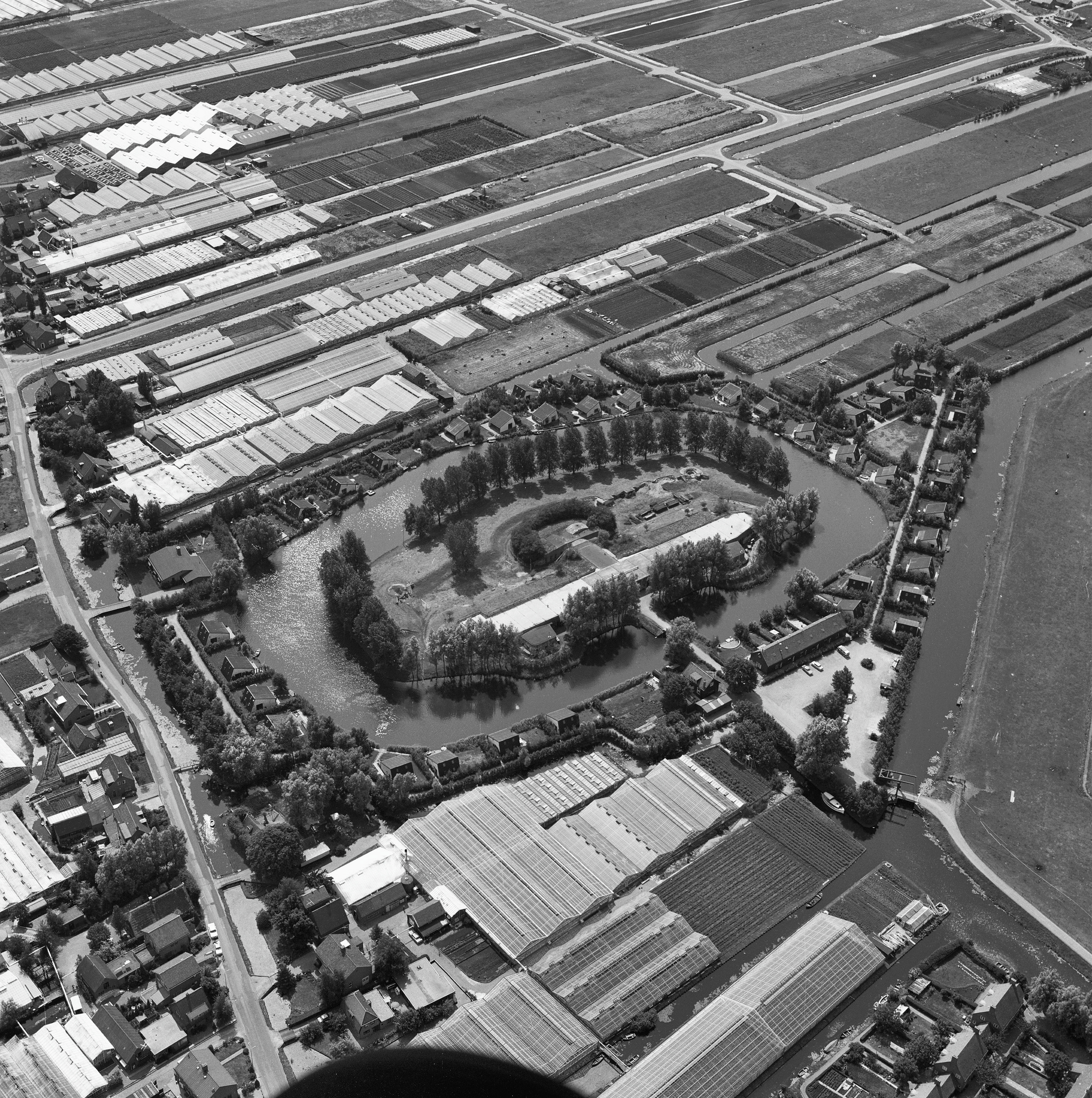
Fort bij De Kwakel; 1977.
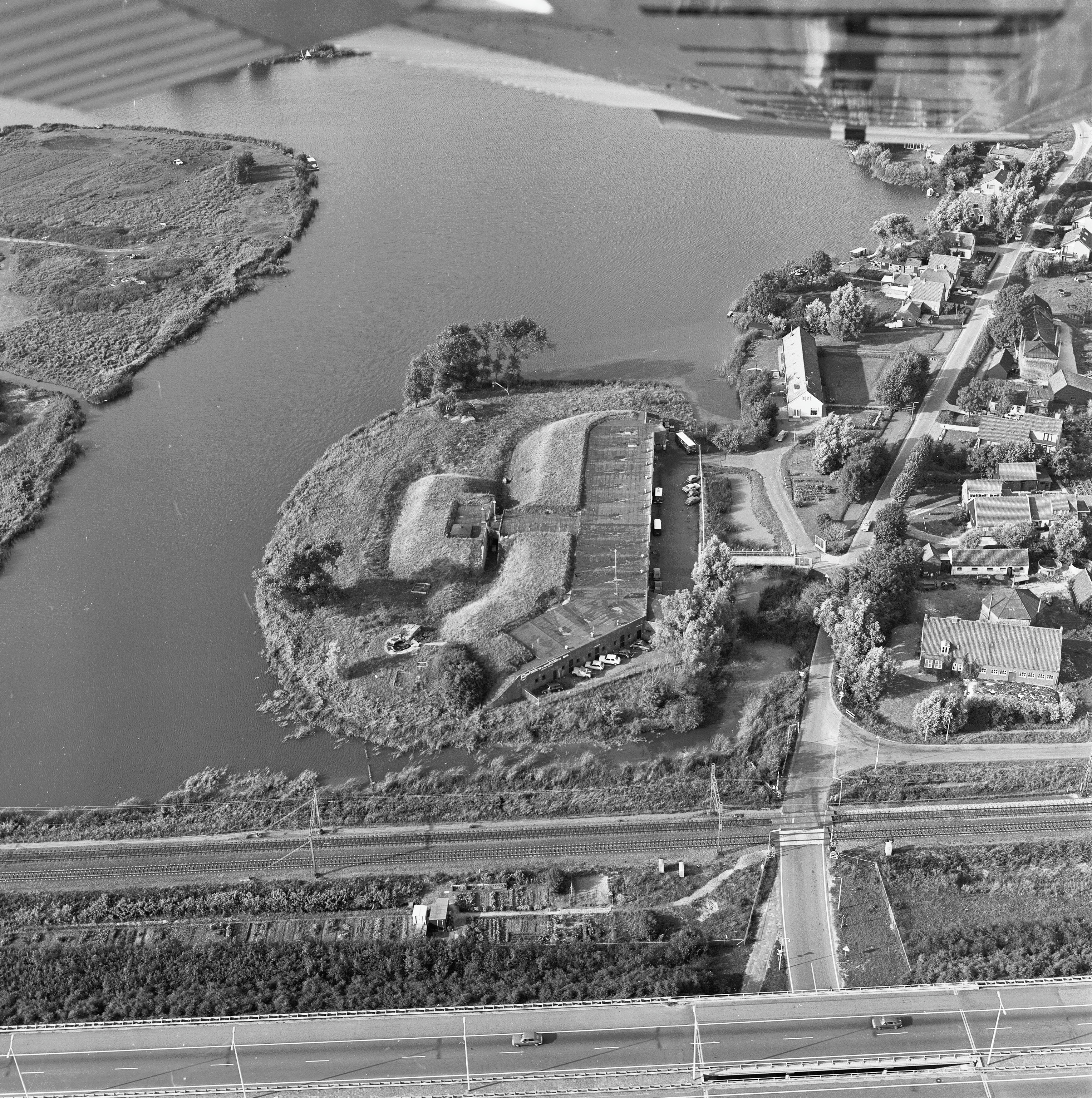
Fort bij de Liebrug; 1977.
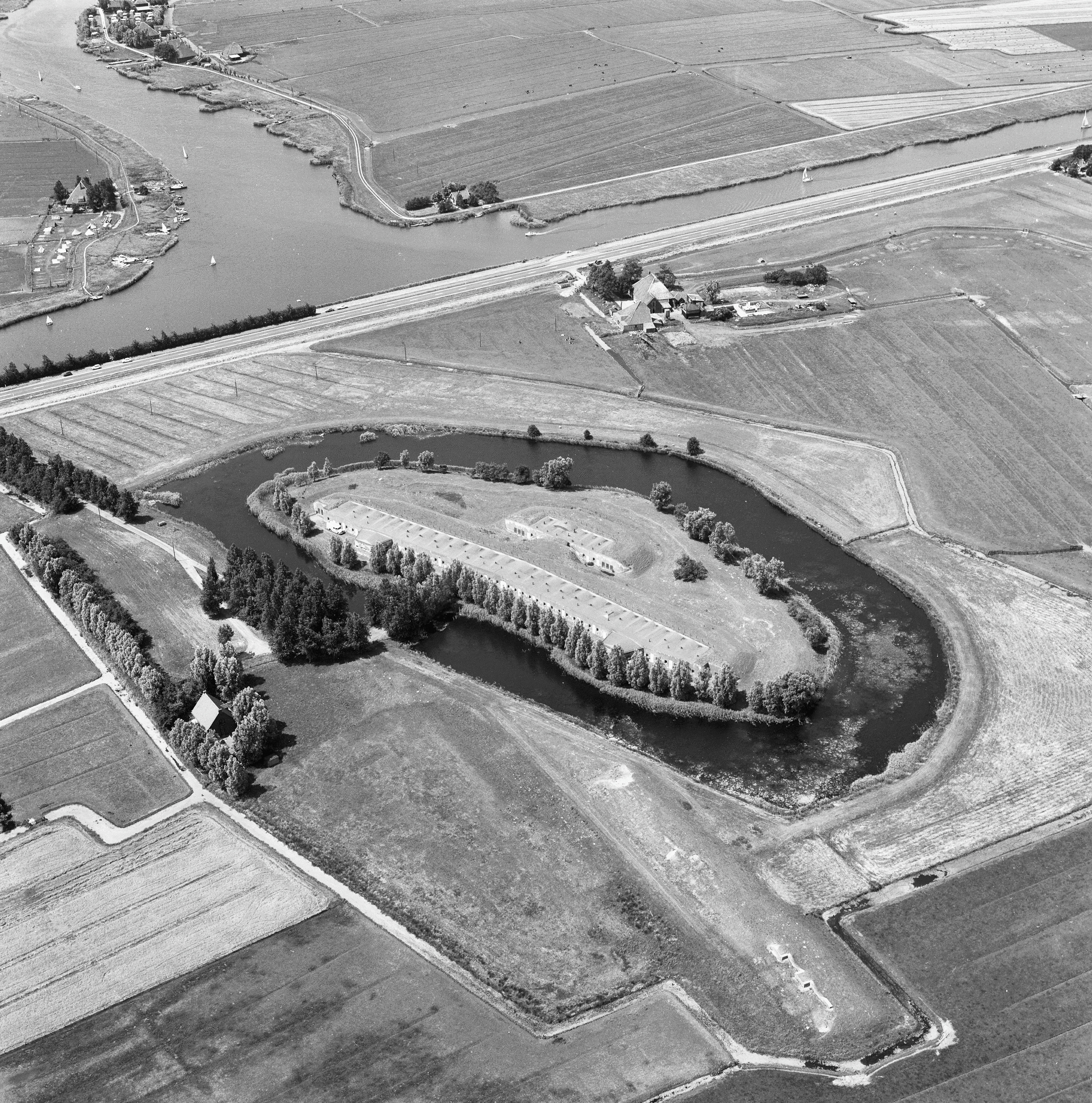
Fort bij Marken-Binnen; 1977.
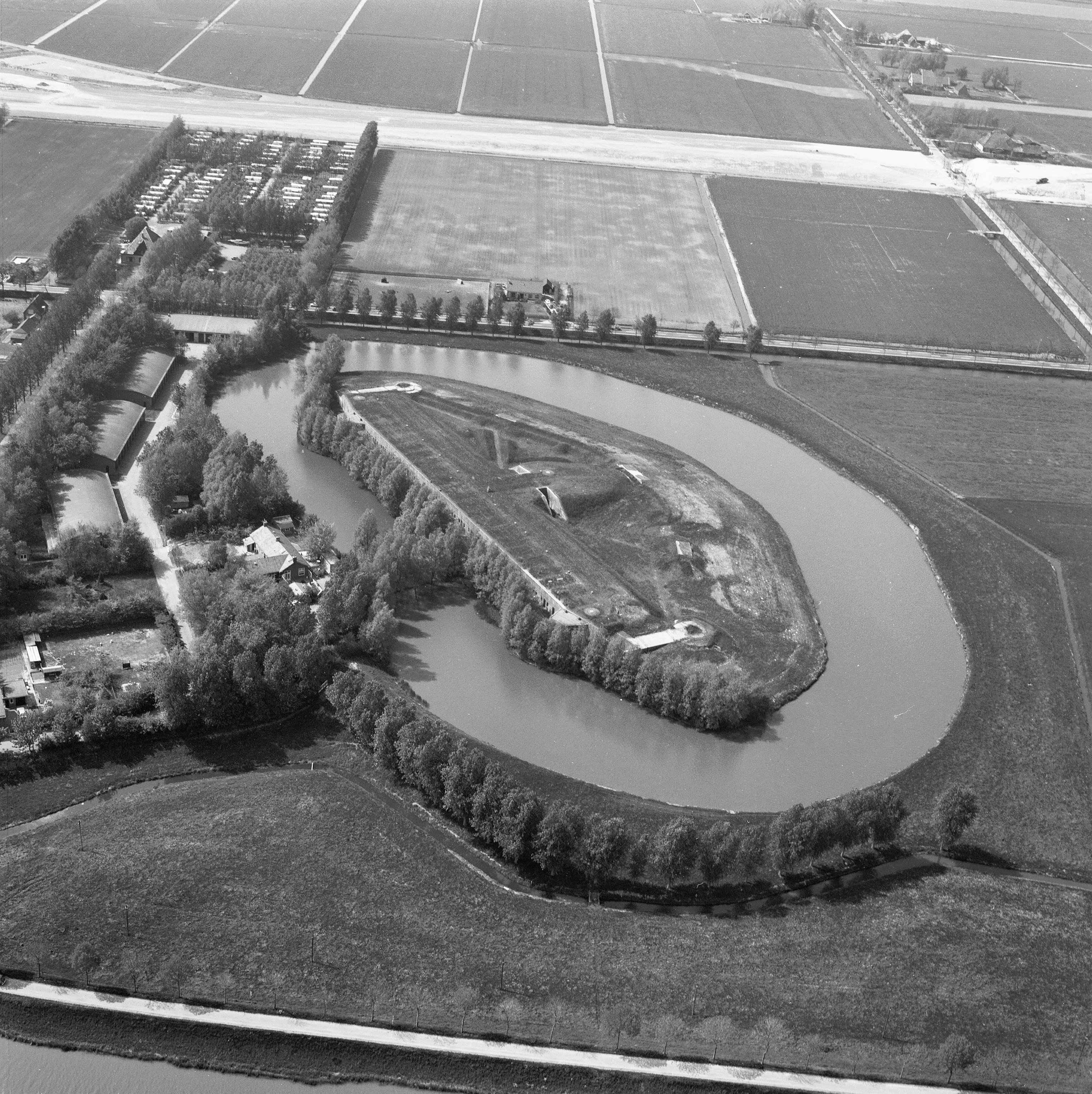
Fort benoorden Purmerend; 1977.
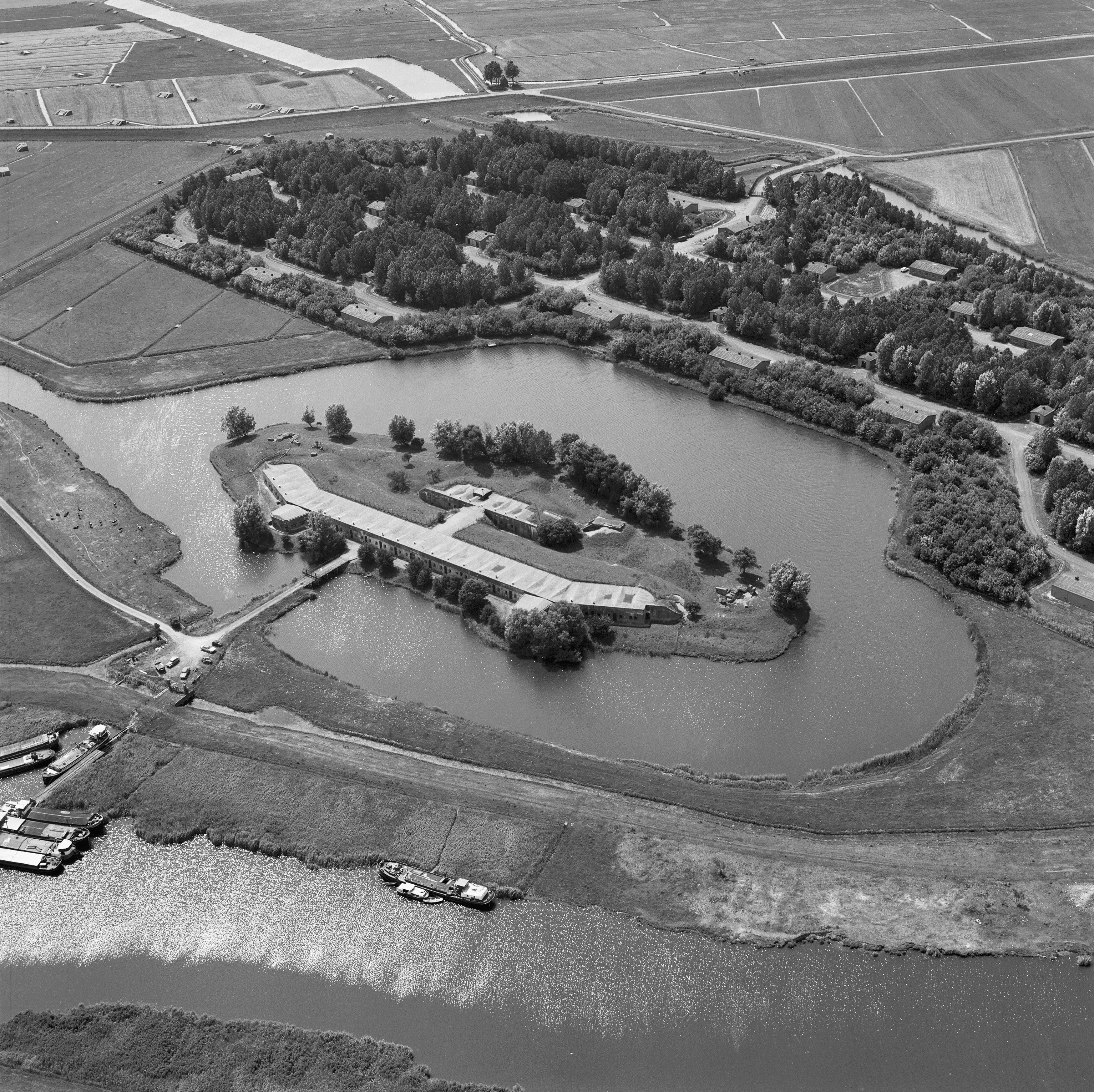
Fort benoorden Spaarndam; 1977.
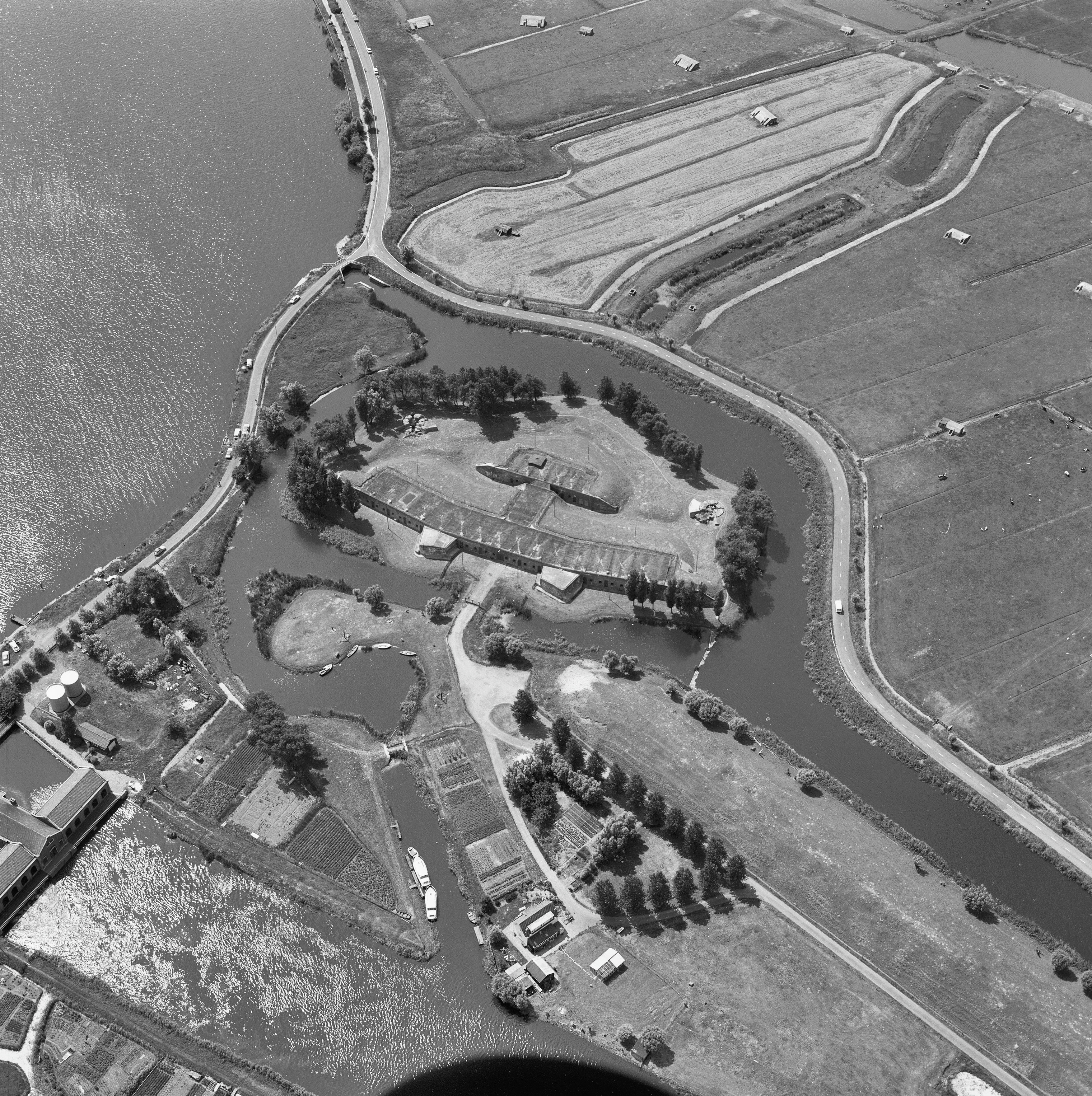
Fort bezuiden Spaarndam; 1977.
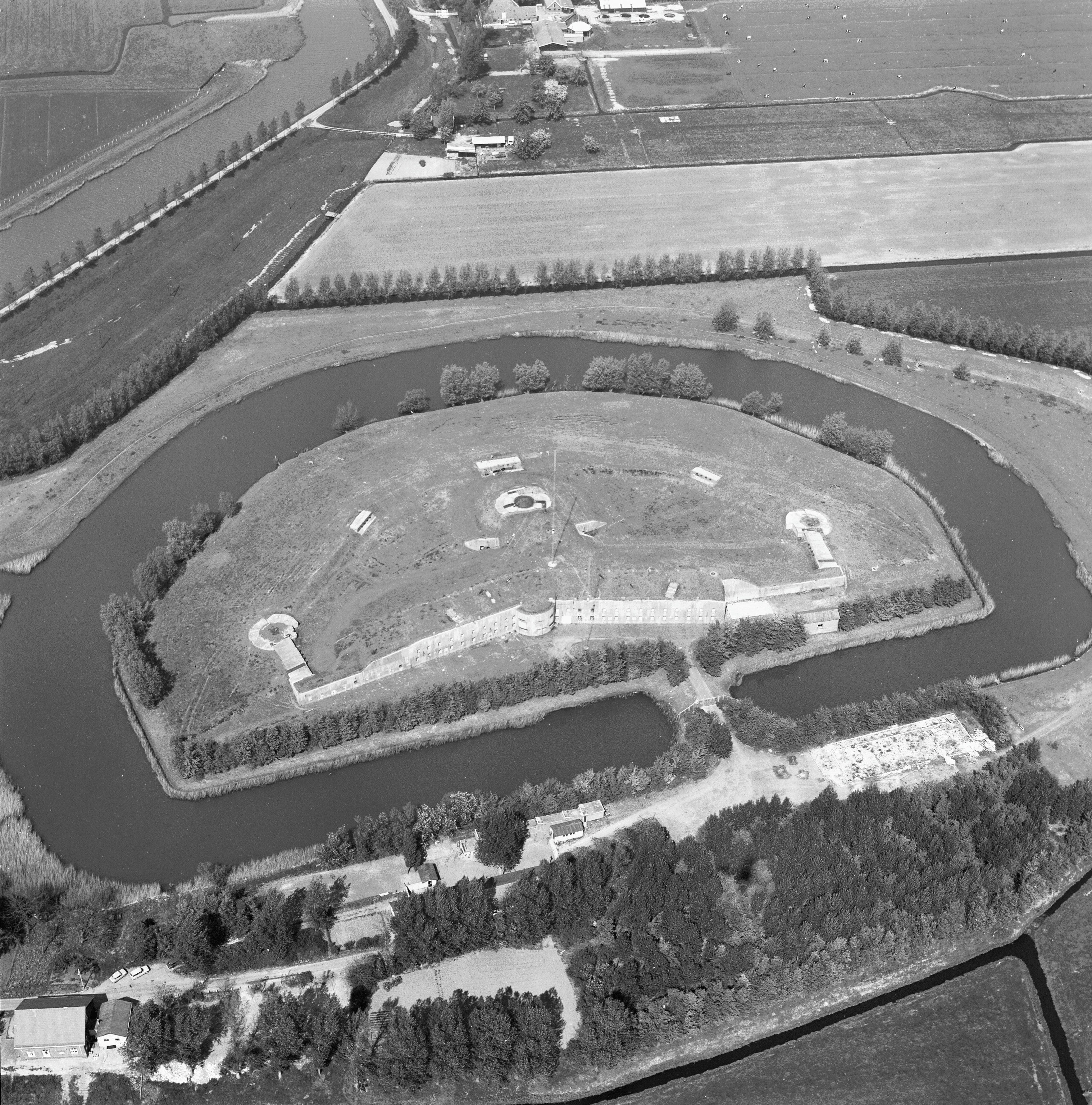
Fort bij Spijkerboor; 1977.
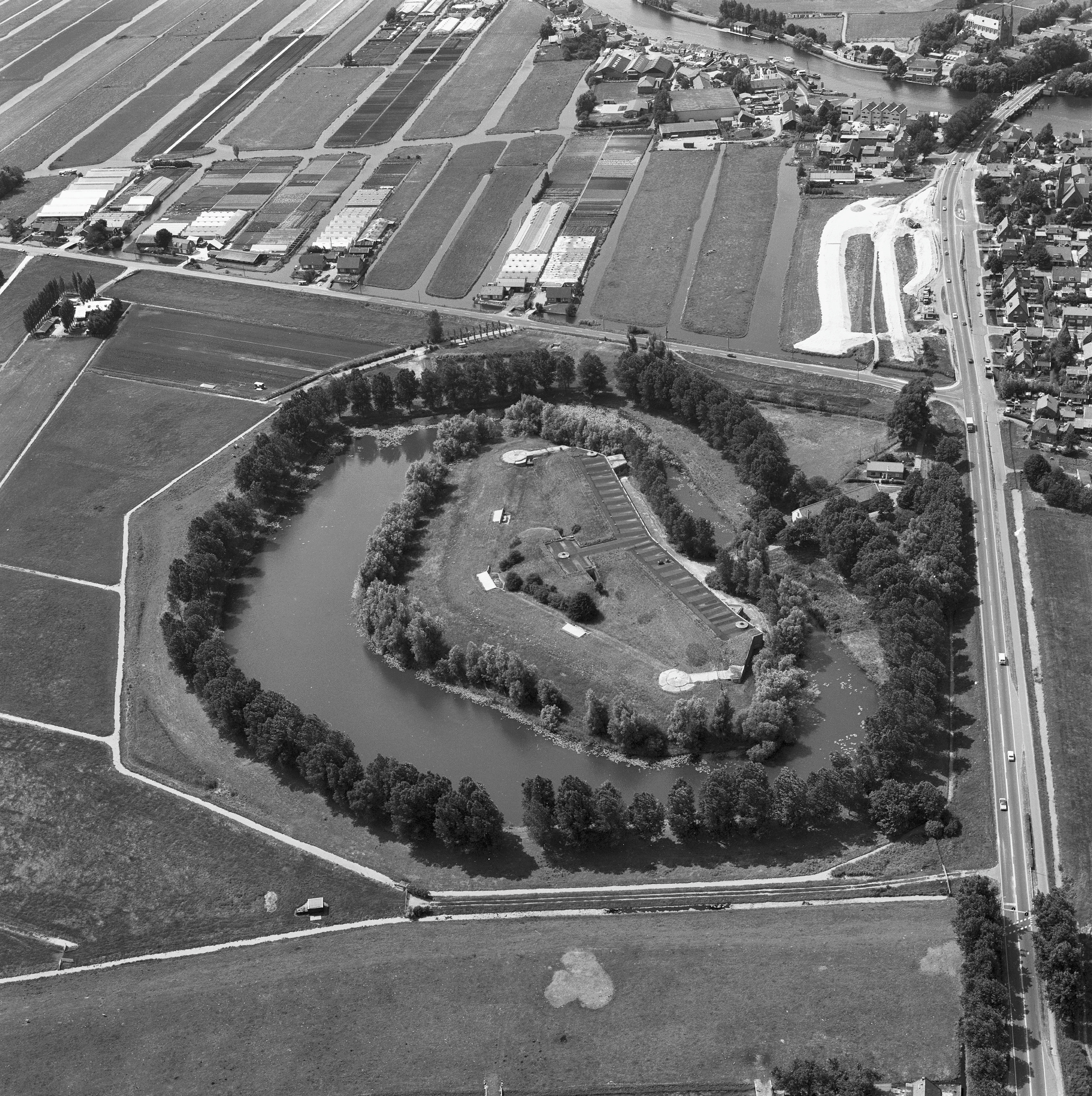
Fort bij Uithoorn; 1977.
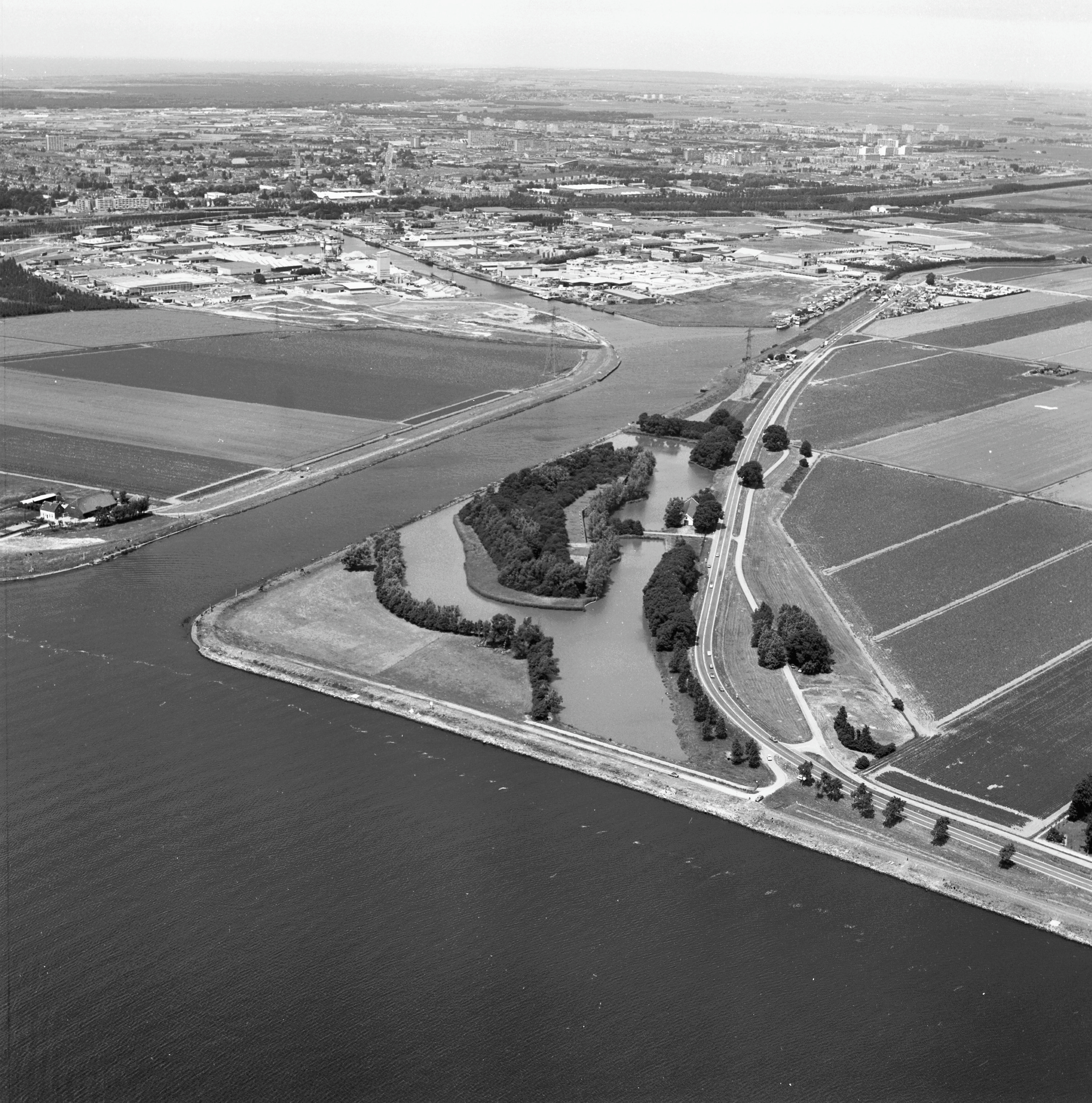
Fort bij Velsen; 1977.
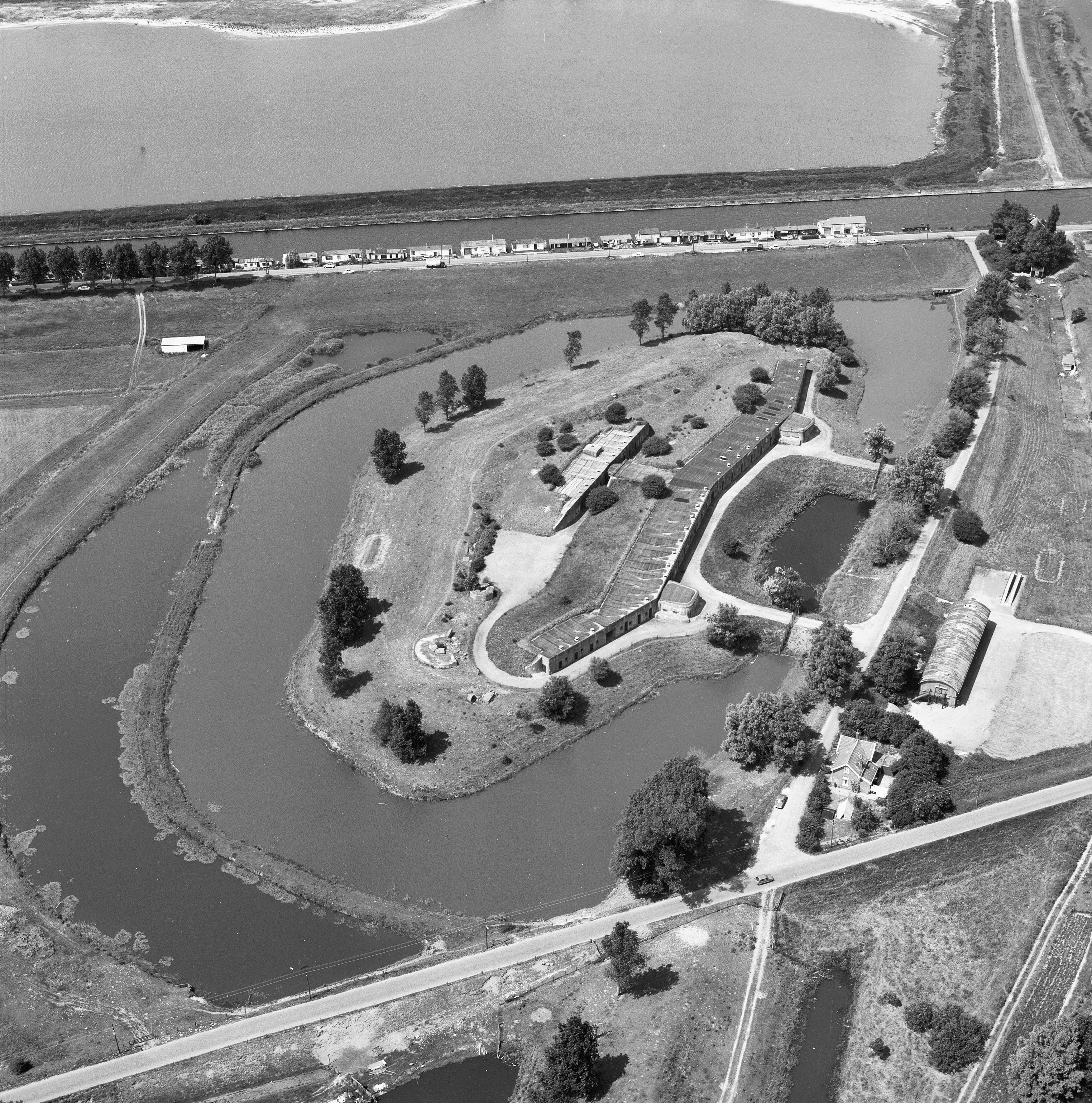
Fort bij Vijfhuizen; 1977.
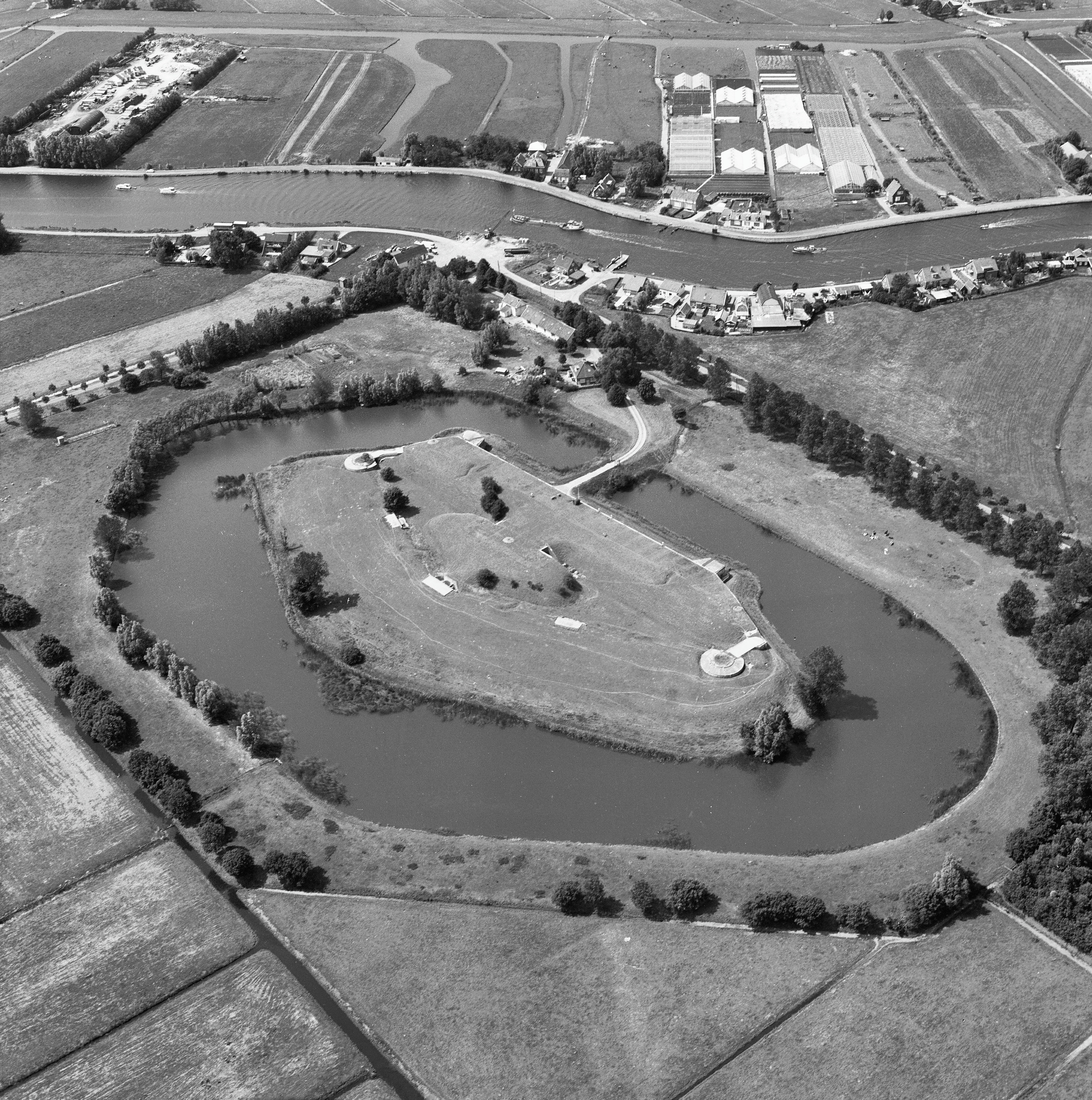
Fort Waver-Amstel; 1977.